# بايرن ميونخ
نادي بايرن ميونخ لكرة القدم (بالألمانية: Der Fußball-Club Bayern München)، غالباً ما يعرف اختصاراً باسم بايرن ميونخ (بالألمانية: Bayern München)، هو نادي كرة قدم ألماني يقع مقره في مدينة ميونخ بولاية بافاريا، وقد اشتهر النادي عبر تاريخه بفريقه لكرة القدم الذي يعتبر أكثر فرق كرة القدم الألمانية تتويجاً بالألقاب حتى يومنا هذا، حيث نجح النادي في الفوز بالدوري المحلي 34 مرة (إحدى عشرة منها متتالية في المواسم الأحد عشر الأخيرة)، وبكأس ألمانيا في 20 مناسبة، كما استطاع الحصول على 6 ألقاب لدوري أبطال أوروبا، كما أن بايرن يمتلك أكبر قاعدة جماهيرية في ألمانيا.
تأسس بايرن ميونخ في 27 فبراير 1900 على أيدي 11 لاعب كرة قدم بقيادة فرانز جون،  وعلى الرغم من فوزه ببطولة الدوري 1932، لم يتم اختيار البايرن ليلعب في أول مواسم البوندسليغا بحلته الجديدة في عام 1963. شهد النادي حقبته الذهبية في منتصف السبعينات من القرن الماضي بقيادة نجمه التاريخي فرانتز بيكنباور حيث استطاع أن يفوز ثلاث مرات متتالية ببطولة كأس أوروبا بين عامي 1974–1976، واستمر تألق الفريق منذ ذلك الوقت؛ وهو يعتبر حالياً أنجح الأندية الألمانية في العقد الماضي، إذ أحرز 5 بطولات للدوري الألماني في آخر عشر سنوات. إجمالاً، حقق بايرن دوري أبطال أوروبا 6 مرات (رقم قياسي ألماني)، أخرها يعود لعام 2020 عندما تغلبوا على باريس سان جيرمان الفرنسي كجزء من الثلاثية، ليصبح ثاني فريق يحقق هذا الإنجاز مرتين. فاز بايرن أيضًا بكأس الاتحاد الأوروبي مرة واحدة، وكأس الكؤوس الأوروبية مرة واحدة، وكأس السوبر الأوروبي مرتين، بالإضافة لكأس العالم للأندية مرتين ومثلهما في كأس الإنتركونتيننتال. أما أبرز المنافسين والغرماء التقليديين للبايرن فهم أندية بوروسيا دورتموند وميونخ 1860 ونادي نورنبرغ على المستوى المحلي، وريال مدريد، مانشستر يونايتد وآي سي ميلان على المستوى الأوروبي.
اقتصادياً، يعد البايرن النادي الأول على صعيد الإيرادات في ألمانيا والرابع على المستوى العالمي وفقاً لتقرير ديلويت لأغنى أندية العالم المقدم من قبل مجموعة ديلويت لخدمات الأعمال، حيث وصلت إيراداته موسم 2014–15 لـ474 مليون يورو،  وملكية النادي تعود لأعضائه الذي يبلغ عددهم 185 ألفاً، ويمتلك البايرن 3202 نادي رسمي للمعجبين حول العالم حيث تضم هذه الأندية حوالي 230 ألف مشترك. يخوض البايرن مبارياته الرسمية منذ موسم 2005-06 على ملعبه الأليانز أرينا والذي يتسع لـ 71,137 ألف متفرج ، وكان النادي يستخدم ملعب ميونخ الأولمبي منذ عام 1972. أما ألوان الفريق فهي الحمراء والبيضاء، ويتميز النادي أيضاً بشعاره الذي يحتوي على الألوان الرسمية لمقاطعة بافاريا. ولا تقتصر نشاطات البايرن على كرة القدم فهو يمتلك فروعاً رياضية أخرى هي الشطرنج، كرة اليد، كرة السلة، الجمباز، البولينغ وكرة الطاولة. يحتل بايرن المركز الأول حالياً في ترتيب الأندية الأوروبية الصادر من قبل الاتحاد الأوروبي لكرة القدم،  وأولاً في في ترتيب الأندية الأوروبية الصادر من قبل الاتحاد الدولي لتاريخ وإحصاءات كرة القدم.

## التاريخ

### البدايات (1900–1965)

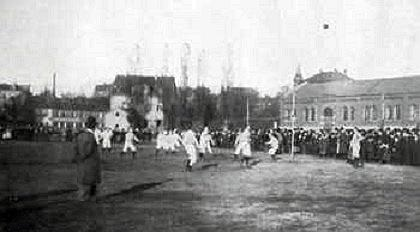
أول مباراة لبايرن ميونخ كانت أمام نادي نورنبرغ عام 1901.

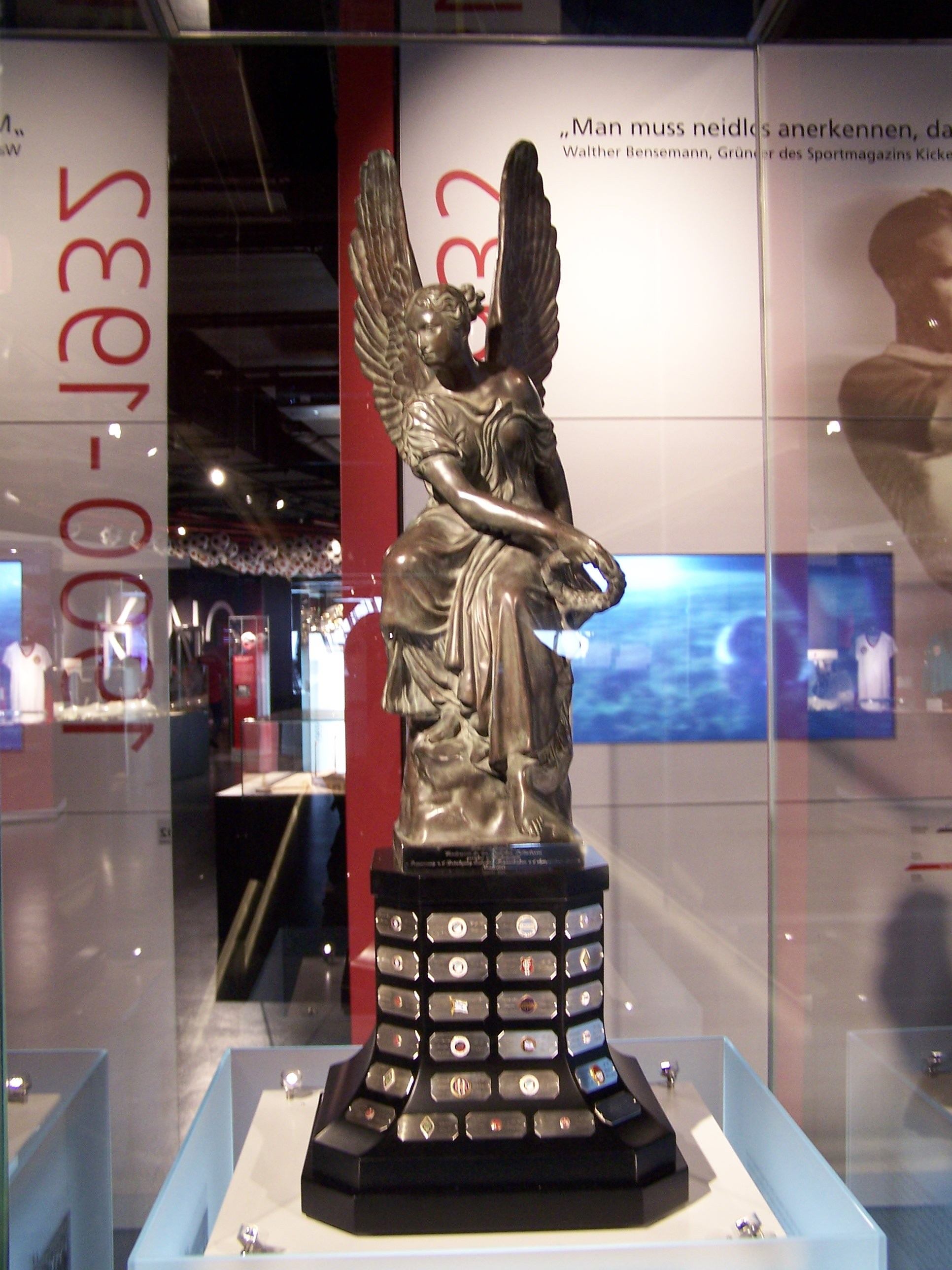
مجسم عن الكأس المسمَى بـ"فيكتوريا" والذي حصل عليه البايرن بعد الفوز بأول لقب وطني عام 1932

تأسس بايرن ميونيخ على أيدي أعضاء من نادي ميونخ 1879 للرياضة البدنية، حينما اتخذت إدارة النادي في 27 فبراير من عام 1900 قراراً يمنع لاعبي كرة القدم التابعين لها بالالتحاق بالاتحاد الألماني لكرة القدم،  عندها ترك 11 لاعباً نادي ميونيخ 1879، وقاموا بنفس اليوم بتأسيس نادي بايرن ميونيخ لكرة القدم (تحت اسم إف-سي بايرن ميونخ)، ولعب مباراته الأولى أمام نادي نورنبرغ في عام 1909. وخلال شهور قليلة استطاع النادي الحديث تسجيل انتصارات كبيرة على كل الخصوم المحليين ونجح في الوصول لنصف نهائي دورة جنوب ألمانيا لموسم 1900–01، وفي الموسم اللاحق استطاع الفريق الفوز بلقب الدورة. موسم 1910–11 التحق البايرن بدوري الكريسليغا المؤسس حديثاً كأول دوري محلي بافاري لكرة القدم ونجحوا بالظفر باللقب في ذلك الموسم ولكن لم ينجحوا بحمل هذا اللقب مجدداً حتى أتت الحرب العالمية الأولى وأوقفت كامل النشاطات الكروية في ألمانيا.
بعد انتهاء الحرب العالمية الأولى استطاع البايرن الفوز بالعديد من البطولات المحلية، قبل أن يفوز بطولة جنوب ألمانيا عام 1926 وهو إنجاز استطاع الفريق تكراره بعدها بعامين، أما بطولة الفريق الوطنية الأولى فقد أتت عام 1932 بقيادة المدرب ريشارد كون عنما هزم البايرن نادي فرانكفورت في النهائي بنتيجة 2–0. أدى وصول النازيين إلى الحكم في ألمانيا إلى وضع حد لتطور البايرن حيث ترك رئيس النادي والمدرب اليهوديان البلاد، واتُّهم النادي بأنه نادي اليهود وتأثر الفريق نصف الاحترافي وقتها بالقوانين الجديدة التي نصَت على أن يكون كل اللاعبين هواة بالكامل، وفي السنوات اللاحقة تراجع مستوى النادي حيث ابتعد عن المنافسة على الألقاب.
بعد الحرب العالمية الثانية أصبح البايرن عضواً في الأوبيرليغا سود وهي المجموعة الجنوبية لدوري الدرجة الأولى الألمانية، وعانى البايرن في تلك الفترة حيث طُرد منه 13 مدرب في الفترة الممتدة بين عامي 1945 و1955 وهبط الفريق للدرجة الثانية، ولكنه استطاع العودة سريعاً في العام التالي الذي فاز به البايرن أيضاً بكأس ألمانيا للمرة الأولى في تاريخه بعد أن هزم فورتونا دوسيلدورف بنتيجة 1–0 في النهائي،  لكن على الرغم من هذه النجاحات فالنادي كان يعاني على الصعيد المالي حيث أوشك على الإفلاس في أواخر الخمسينات قبل أن يؤمن الصناعي رولاند أندلير التمويل الكافي للنادي وتمت مكافئته بتعيينه كرئيس للنادي لمدة أربع سنوات، عام 1963 تم تحويل الأوبيرليغاس إلى بطولة وطنية جامعة أطلق عليها لقب البوندسليغا، وتمَ قبول 5 فرق من الأوبرليغا سود في البوندسليغا وكان البايرن وقتها قد احتل المركز الثالث في الأوبرليغا سود، لكن فريق ميونخ 1860 كان الفائز بالبطولة مما جعل الاتحاد الألماني يستبعد البايرن عن الموسم الأول للبوندسليغا حيث أنه لم يريد أن يؤهل فريقين من نفس المدينة. لكن بعد موسمين فقط استطاع البايرن التأهل للبوندسليغا عبر فريق مليء بالمواهب الشابة كفرانتز بيكنباور وغيرد مولر وسيب ماير، الثلاثي الذي سميَ فيما بعد باسم المحور (ذا أكسيس).

### الحقبة الذهبية (1965–1979)

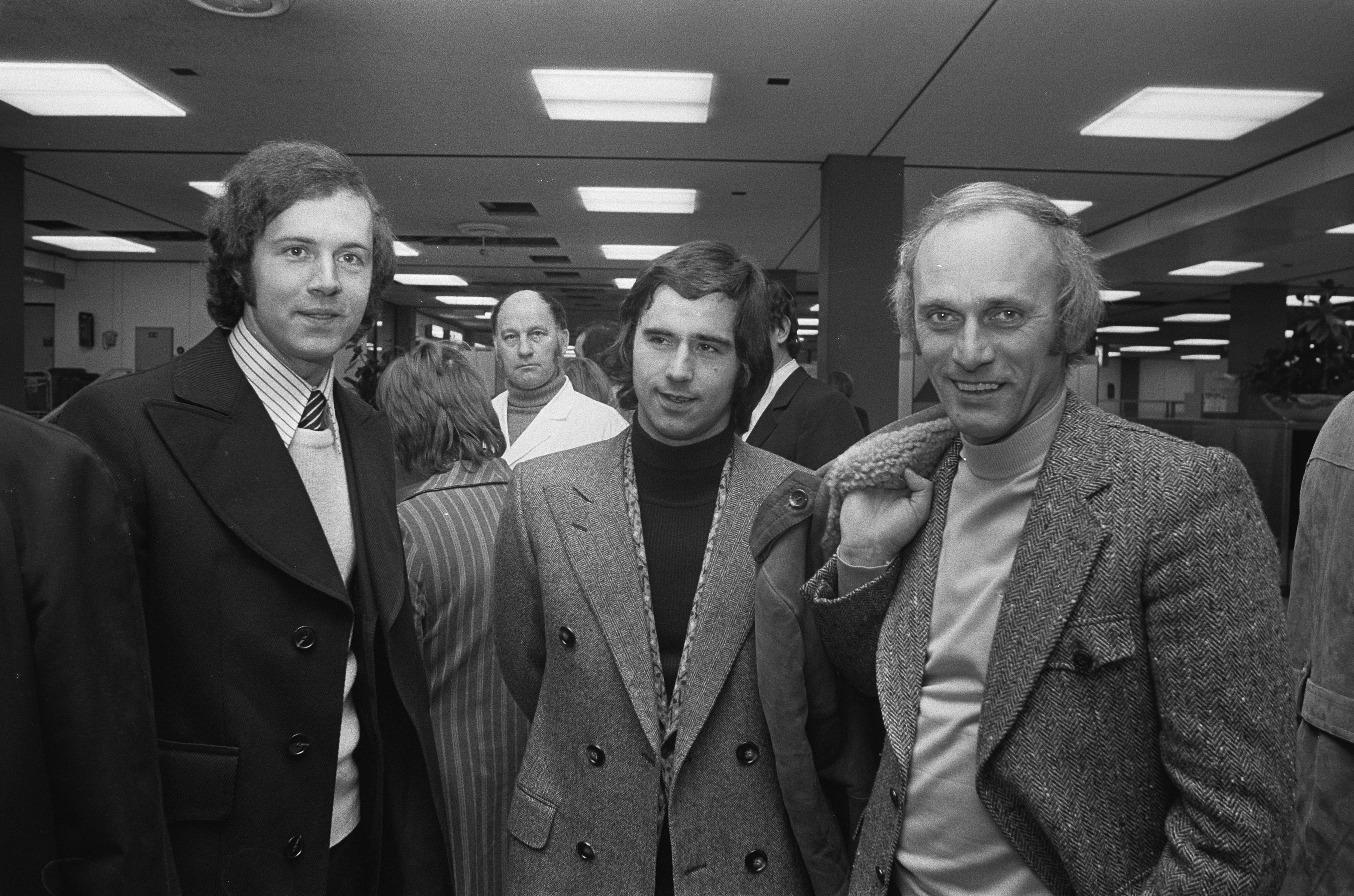
نجوم النادي في حقبة السبعينات، فرانز بيكنباور، جيرد مولر والمدرب التاريخي للبايرن أودو لاتيك.

أنهى البايرن موسمه الأول في البوندسليغا بالمركز الثالث وفاز بكأس ألمانيا وهو الأمر الذي أهلَهم لمسابقة كأس الكؤوس الأوروبية (الدوري الأوروبي حالياً) الذي فازوا به في الموسم التالي بعد انتصار دراماتيكي على رينجرز الإسكتلندي بنتيجة 1–0 عبر هدف سجله فانتز روث في الوقت الإضافي،  عام 1967 احتفظ البايرن بالكأس ولكن تطور الفريق البطيء جعل النادي يتعاقد مع المدرب برانكو زيبيك الذي استبدل النمط الهجومي للبايرن بنط أكثر تحفظاً، واستطاع عبر هذا التكتيك قيادة البايرن لتحقيق ثنائية الدوري والكأس الأولى بتاريخ البوندسليغا عام 1969، والبايرن يعتبر الآن بالإضافة إلى دورتموند، كولن وفيردر بريمن أحد الفرق الأربعة الوحيدة التي استطاعت تحقيق هذا الإنجاز (الفوز بالثنائية).

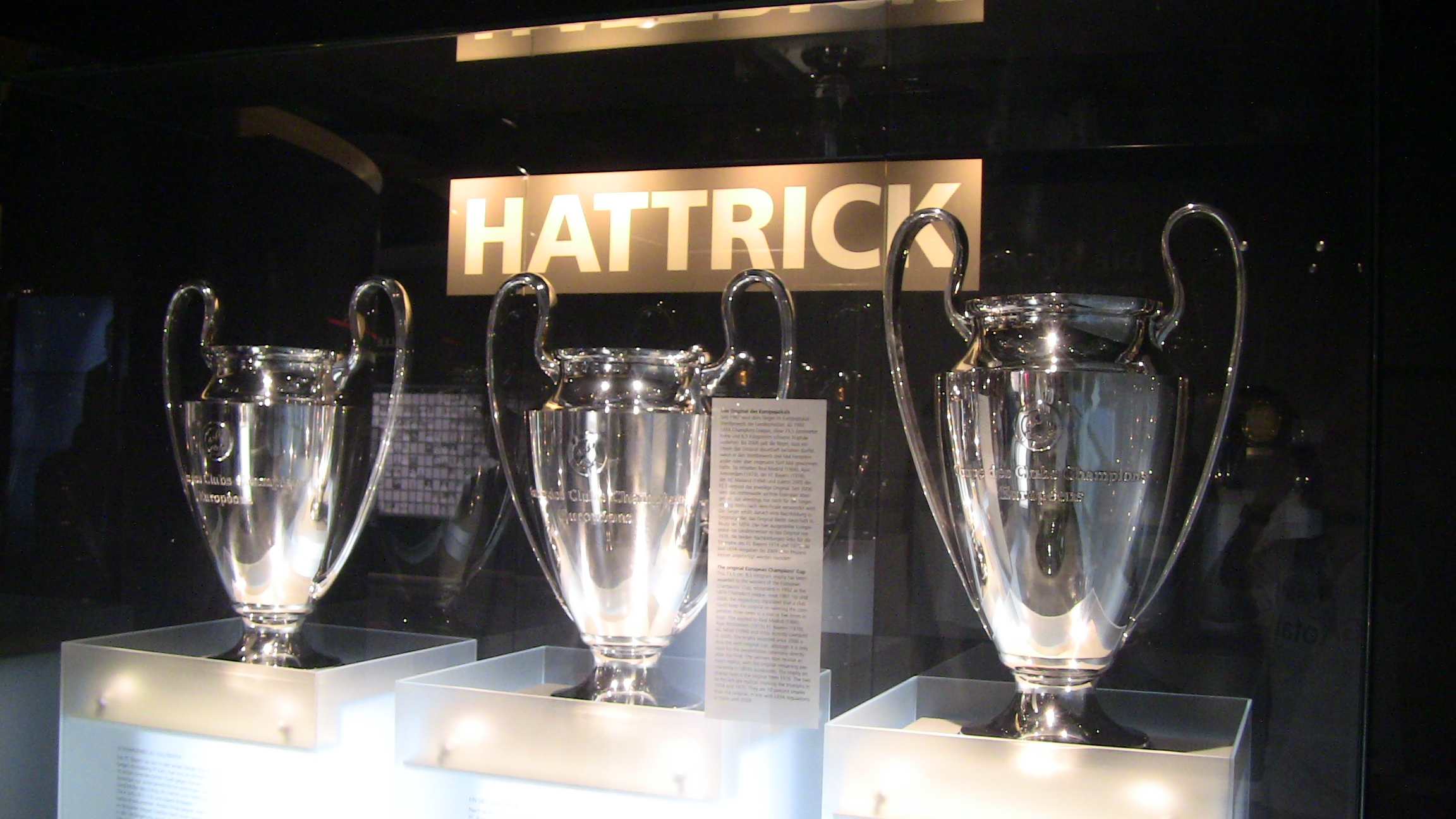
ألقاب كأس أوروبا الثلاث المتتالية التي فاز بها بايرن ميونخ من عام 1974 إلى عام 1976.

استلم أودو لاتيك الكفة التدريبية للفريق عام 1970 واستطاع الفوز بالكأس الألمانية في موسمه الأول مع الفريق ومن ثم الحصول على لقب البوندسليغا الثالثة في تاريخ البايرن، وسنة 1972 انتقل الفريق للملعب الأولمبي حيث خاض أول مباراة له عليه بمواجهة مهمة أمام شالكه وكانت هذه المباراة الأولى في تاريخ البوندسليغا التي تبث مباشرةً على التلفاز، واستطاع خلالها البايرن الفوز بنتيجة 5–1 وبالتالي تأمين لقب الدوري لذلك العام، وقد حقق الفريق في هذا الموسم العديد من الأرقام القياسية من ضمنها عدد النقاط وعدد الأهداف المسجلة، وستكمل البايرن بعدها سيطرته المحلية فحصد لقبي الدوري في الموسمين التاليين، لكن أكبر إنجازات النادي كانت عندما استطاع الحصول على لقب كأس أوروبا (دوري أبطال أوروبا حالياً) بفوز عريض على أتلتيكو مدريد الإسباني في في مباراة الإعادة للنهائي بنتيجة 4-0.
في المواسم المقبلة لم ينجح الفريق على المستوى المحلي لكنه استطاع الدفاع عن لقبه الأوروبي عام 1975 بعد فوزه على ليدز يونايتد الإنجليزي بهدفين متأخرى ن من روث ومولر، وصرح القيصر بيكنباور بعد المباراة قائلاً «لقد عدنا لأجواء المباراة وكنا محظوظين بتسجيل هدفين متأخرين ولكن في النهاية كنا نحن الأبطال، لكننا كنا محظوظين جداً»، وبيلي بريمنير اعتبر أن الحكم الفرنسي كانت قراراته ملتبسة، وبعد انتهاء المباراة قامت جماهير ليدز بالتظاهر وافتعال أعمال الشغب في باريس وتمَ معاقبتهم من قبل الاتحاد الأوروبي بالإيقاف لمدة ثلاث سنوات عن المشاركة في المسابقات الأوروبية، في العام التالي هزم البايرن هذه المرة سانت إتيان الفرنسي في النهائي الأوروبي بهدف من روث وأصبح البايرن ثالث فريق في التاريخ يتمكن من الفوز بالبطولة الأوروبية الأهم على صعيد الأندية لثلاث مواسم متتالية، وكان آخر لقب للبايرن في هذه الحقبة هو لقب كأس الإنتركونتيننتال بعد فوزه على كروزيرو البرازيلي في نهائي مؤلف من جولتين.
السنوات الأخيرة من السبعينات شهدت فترة تغييرات في البايرن حيث ترك بيكنباور الفريق عام 1977 متوجهاً لنادي نيويورك كوزمو الأميركي وعام 1979 أعلن كلٌ من سيب ماير وأولي هونيس اعتزالهم اللعب بينما التحق غيرد مولر بفريق فورت لوديردال، ولم يتمكن الفريق في هذه الفترة من الفوز بأي بطولة.

### من برايتينيغيه إلى إف-سي هولييود (1979–1998)

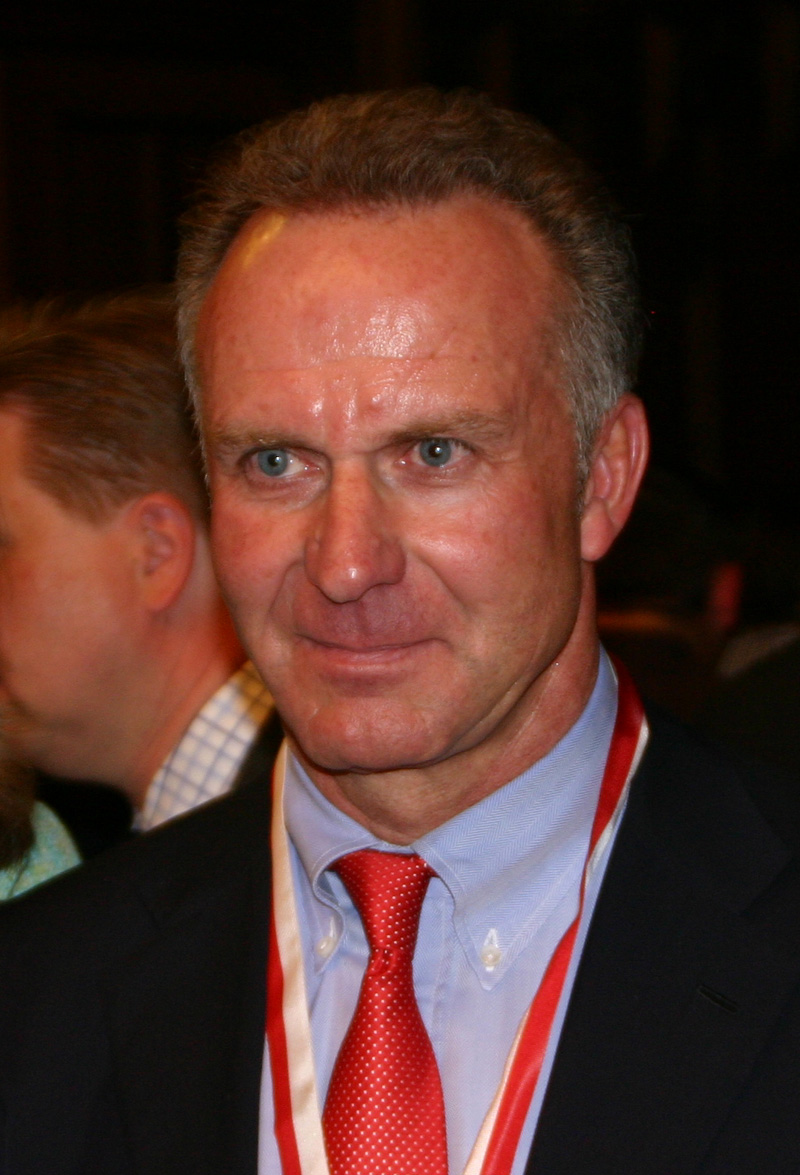
كارل هاينتس رومنيغه: المدير التنفيذي السابق للبايرن وثالث هدافي الفريق تاريخياً.

الثمانينات كانت فترة مليئة بالفوضى والاضطرابات في صفوف الجهاز الإداري الخاص ببايرن ميونيخ، حيث حدثت العديد من التغييرات الإدارية وتعرض النادي لبعض الأزمات المالية، أما على الصعيد الكروي شكَل بول برايتنر وكارل-هاينتس رومنيغه ثنائيًا مرعبًا لقب بـ«برايتينيغي» وقاد النجمان النادي للفوز بلقب البوندسليغا عامي 1980 و1981، لكن في الموسمين التاليين فشل الفريق في الفوز بأكثر من كأس ألمانيا عام 1982، ليعلن برايتنر اعتزاله ويعود مدرب الفريق السابق أودو لوتيك لقيادة الفريق الذي أحرز معه لقب الكأس عام 1984، ومن ثم استطاع البايرن الفوز بـ5 بطولات للدوري خلال 6 مواسم فقط من ضمنهم ثنائية الدوري والكأس عام 1986، وعلى الرغم من السيطرة المحلية فالنادي لم يحقق أي لقب أوروبي حيث اكتفى بوصافة دوري الأبطال عامي 1982 و1987.
عام 1987 تمَ تعيين يوب هاينكس على رأس الجهاز الفني للنادي واستطاع النادي بعدها إحراز لقب الدوري المحلي موسمي 1988–89 و1989–90، لكن مستوى الفريق تراجع بعدها فحل في المركز الثاني موسم 1990–91 ليخوض بعدها موسماً كارثياً حيث كان البايرن بعيداً 5 نقاط فقط عن مناطق الهبوط موسم 1991–92، وموسم 1993–94 خسر الفريق في الدور الثاني من مسابق كأس الاتحاد الأوروبي (الدوري الأوروبي حالياً) أمام نورويتش سيتي الذي أصبح الفريق الإنجليزي الوحيد الذي استطاع إلحاق الهزيمة بالبايرن على ملعبه القديم أولمبيا شتاديون، بعد هذه الفترة الصعبة عادت الألقاب للنادي مع استلام فرانتز بيكنباور لدفة التدريب في النصف الثاني من موسم 1993–94، حيث فاز البايرن بالبوندسليغا بعد غياب استمر لأربع سنوات وتم تعيين بيكنبارو بعدها كرئيس للنادي.
استلم جيوفاني تراباتوني وأوتو ريهاغل تدريب الفريق بعدها ولم يتمكن أي منهما من إحراز الألقاب في الموسم الذي قضاه مع البايرن،  وفي هذه الفترة كانت أخبار الفريق تنتشر في مجلات الفضائح أكثر من المجلات الرياضية مما جعل المتابعين يطلقون عليه لقب أف-سي هوليوود، بعد هذه الفترة عاد بيكنباور لقيادة الفريق لمرحلة قصيرة في نهاية موسم 1995–96 وأحرز مع النادي لقب كأس الويفا بعدما هزم بوردو الفرنسي في النهائي، ومع مطلع الموسم التالي عاد جيوفاني تراباتوني ليقود البايرن هذه المرة إلى إحراز لقب الدوري لموسم 1996–97، لكن في العام التالي فشل الفريق في الحفاظ على لقبه أمام كايزرسلاوترن المتأهل حديثاً من الدرجة الثانية مما أدى لمغادرة تراباتوني للنادي للمرة الثانية.

### إعادة الأمجاد الأوروبية (1998-2007)

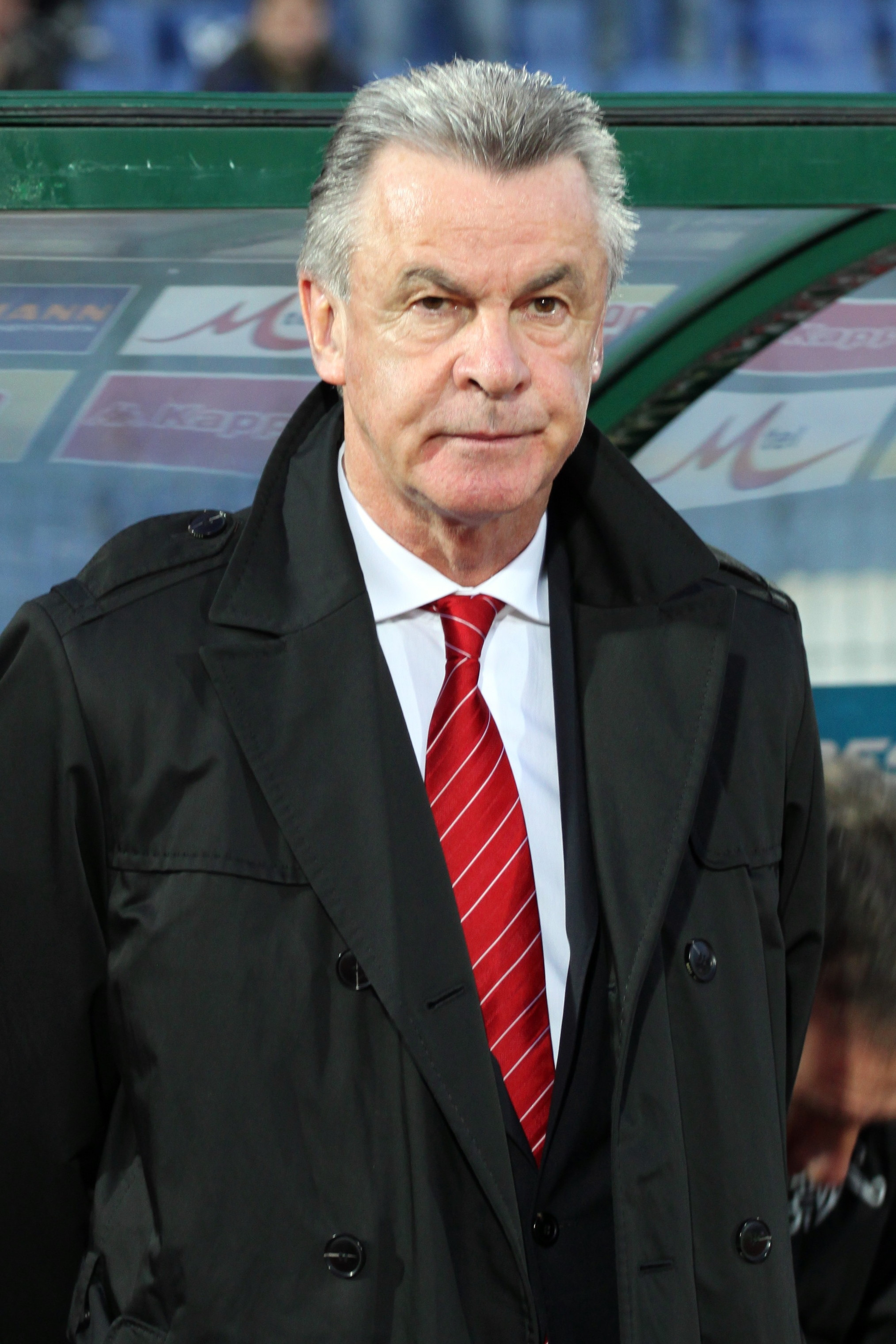
أوتمار هيتسفيلد أكثر مدرب تحقيقاً للألقاب بتاريخ الفريق برصيد 14 بطولة.

على ضوء إنجازاته مع بوروسيا دورتموند تعاقد البايرن مع المدرب أوتمار هيتسفيلد ليقود الفريق في الفترة الممتدة بين عامي 1998 و2004، واستطاع هيتسفيلد خلال موسمه الأول مع النادي الفوز بلقب البوندسليغا وكان قريباً جداً من الفوز بدوري أبطال أوروبا عندما خسر النهائي بنتيجة 2–1 بعد هدفين سجلهما مانشستر يونايتد في الوقت بدل الضائع من المباراة التي شهدت تقدم الفريق الألماني في معظم فتراتها، أما في موسم 1999–2000 فقد استطاع النادي البافاري الفوز بثالث ثنائية دوري وكأس محليتين في تاريخه، ليحقق هيتسفيلد بعدها أفضل مواسمه مع البايرن حيث استطاع موسم 2000–01 الفوز بثالث لقب دوري على التوالي،  ليأتي الإنجاز الأهم بعدها بأيام حيث استطاع هيتسفيلد قيادة الفريق وبعد غياب استمر لـ25 عاماً للفوز بلقب دوري أبطال أوروبا الرابع في تاريخه بعدما تفوق على فالنسيا الإسباني في النهائي عبر ركلات الجزاء الترجيحية. موسم 2001–02 بدأ بفوز النادي بلقب كأس الإنتركونتيننتال لكن الموسم انتهى بعدها من دون أن يستطيع البايرن الفوز بأي لقب آخر، في الموسم التالي تمكن البايرن من الفوز برابع ثنائية دوري وكأس محليتين في تاريخه وأنهى الموسم بأكبر فارق نقاط في تاريخ البوندسليغا. سنة 2004 انتهى عقد أوتمار هيتسفيلد مع النادي وأخفق المدرب في آخر مواسمه مع البايرن في قيادة النادي للتألق وحتى أنه خسر أمام فريق أليمانيا أشن من الدرجة الثانية في مسابقة الكأس.
بعد رحيل هيتسفيلد عيَن النادي فيليكس ماغاث على رأس جهازه التدريبي ونجح المدرب الجديد في قيادة البايرن للفوز بثنائيتين متتاليتين للدوري والكأس موسمي 2004–05 و2005–06، وكان النادي قد انتقل ابتداءً من موسم 2005–06 لملعب الأليانز أرينا الذي يتشاركه مع ميونخ 1860، وبعد تألق الفريق بأول موسمين تحت قيادة ماغاث أتى موسم 2006–07 الذي كان كارثياً بالنسبة للبايرن حيث تأخر الفريق في الدوري وخسر أمام أليمانيا أشن مجدداً في الكأس لتتم إقالة فيليكس ماغاث بعد فترة قصيرة من العطلة الشتوية.

### روبيري – روبن وريبيري (2007–2019)
عاد أوتمار هيتسفيلد لقيادة الفريق في شهر يناير من عام 2007، لكن النادي أنهى ذلك موسم 2006–07 في المركز الرابع فقط، وفشل بالتأهل لدوري أبطال أوروبا لأول مرة منذ أكثر من عقد، كما لم يتمكن من الفوز بأي لقب بعد خسارته في بطولتي كأس ألمانيا وكأس الدوري. بعد الموسمين المخيبين للآمال قام البايرن في موسم 2007–08 بعملية تغيير كبيرة في صفوفه حيث تعاقد مع ثمانية لاعبين جدد وتخلَى عن تسعة آخرين عبر البيع والإعارة،  من بين هذه التعاقدات الجديدة كان الألماني ميروسلاف كلوزه والإيطالي لوكا توني والفرنسي فرانك ريبيري، بعد هذه التغييرات تمكن الفريق من الفوز بالدوري بعد تصدره لكامل مراحل البطولة، ومن ثم حصل على الثنائية بعد فوزه على بوروسيا دورتموند في نهائي الكأس بهدفين مقابل هدف، سجلها لوكا توني.
بعد موسم 2007–08، إعتزل حارس مرمى بايرن أوليفر كان اللعب ليترك النادي بدون حارس من الطراز الرفيع بعد عدة مواسم قضاها معهم. وفي 11 يناير من عام 2008 تمً الإعلان عن أن يورغن كلينسمان سيكون خليفة -المُعتزِل- أوتمار هيتسفيلد على رأس الجهاز التدريبي للفريق بعقد يمتد لموسمين،  وقد استلم اللاعب السابق مهامه مع انتهاء الموسم في 1 يوليو 2008، وخسر البايرن في أول اختباراته مع مدربه الجديد لقب كأس السوبر الألماني أمام بوروسيا دورتموند في بداية موسم 2008–09، ومن ثم أقصيَ من مسابقة الكأس المحلية على أيدي باير ليفركوزن، أما على الصعيد الأوروبي فقد وصل الفريق بقيادة كلينسمان لربع نهائي دوري الأبطال بعد تصدره لمجموعته وسحقه لسبورتينغ البرتغالي في مرحلة خروج المغلوب الأولى بنتيجة قياسية هي 12–1 في مجموع المبارتين، في 27 أبريل وبعد يومين فقط من الخسارة أمام شالكه التي جعلت البايرن يهبط للمركز الثالث ويبتعد عن فولفسبورغ في الترتيب العام للبوندسليغا تمَت إقالة كلينسمان، وتولى بعدها مدرب الفريق السابق يوب هاينكس الإشراف المؤقت على النادي حتى نهاية الموسم،  لينهي الفريق موسمه باحتلال المركز الثاني في البوندسليغا مما أهلّه للعب في دوري الأبطال المقبل.

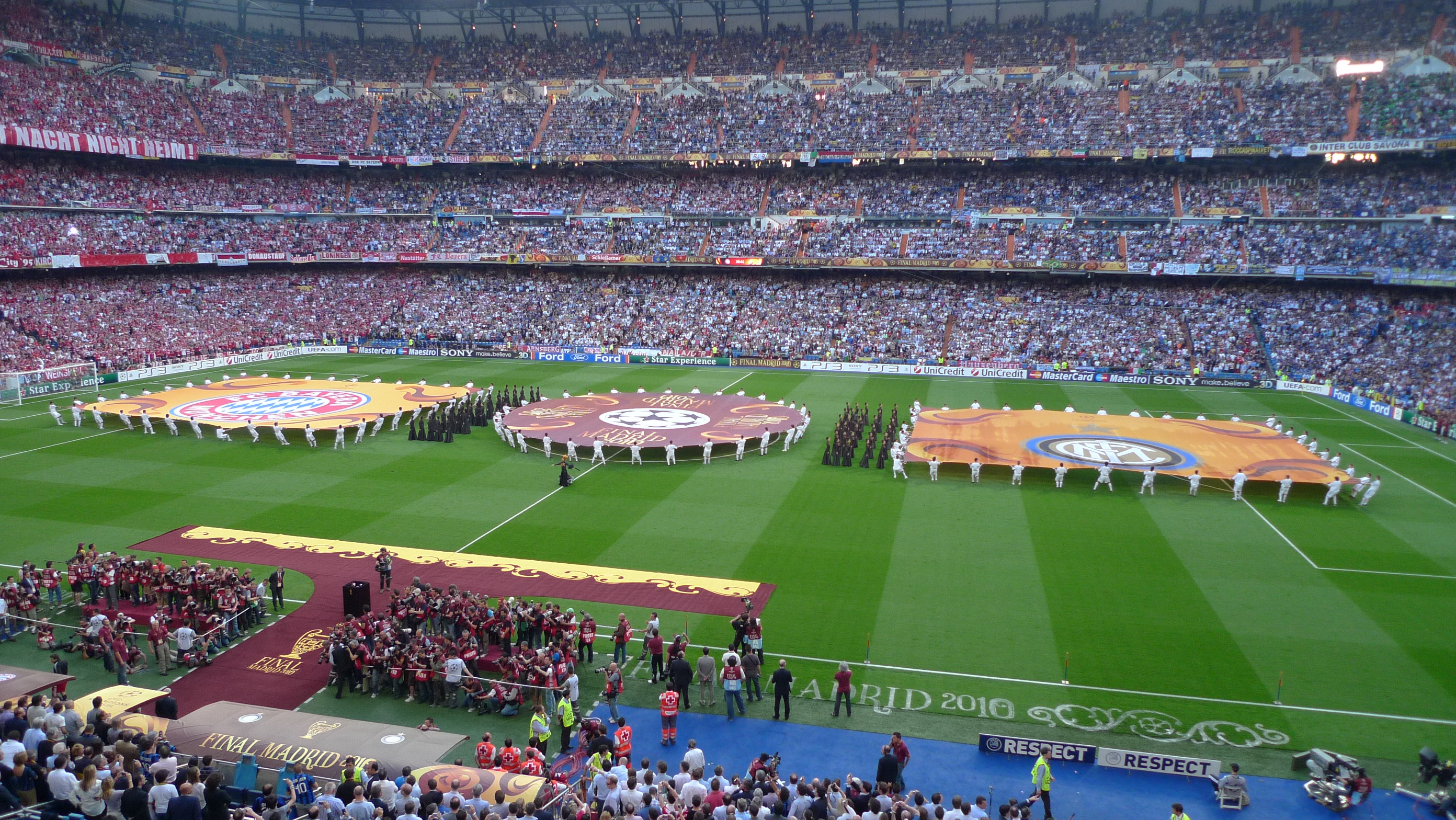
لقطة من حفل افتتاح المباراة النهائية لدوري الأبطال الأوروبي عام 2010 في السانتياغو بيرنابيو.

مع انطلاقة موسم 2009–10 وقع البايرن مع المدرب الهولندي لويس فان خال، والمهاجم الهولندي آريين روبن. نجح الثنائي روبن وريبيري في تشكيل أسلوب لعب جديد يعتمد على الجناحين (الجناح الأيمن روبن والجناح الأيسر ريبيري) ليمتد لعقد من الزمن، كما سارعت الصحافة في تسمية الثنائي بـ«روبيري - Robbery»، بالإضافة إلى تصعيد توماس مولر ودافيد ألابا للفريق الأول. إستطاع الفريق في ذلك الموسم أن يفوز بثنائية الدوري والكأس المحليتين،  كما استطاع الفريق الوصول لنهائي دوري أبطال أوروبا الذي خسره بنتيجة 2–0 أمام الإنتر الإيطالي،  في موسم 2010–11 خرج البايرن من دور الـ16 من بطولة دوري أبطال أوروبا بعد تعادله أمام الإنتر في مجموع المبارتين (3–3)، كذلك عانى بايرن من نتائج سلبية في الدوري الألماني لتتم إقالة فان غال. ليتولى اندرياس يونكر منصب المدرب مؤقتا والذي حل معه الفريق في المركز الثالث في البوندسليغا.
عاد المدرب يوب هاينكس لبدأ ولاية جديدة موسم 2011–12، وعلى الرغم من التعاقد مع الحارس مانويل نوير الذي أنهى مشكلة الحراسة في الفريق بعد اعتزال كان، والتعاقد مع المدافع جيروم بواتينغ، إلا أن بايرن حل وصيفاً في البطولات الثلاث التي شارك بها، فأنهوا في المركز الثاني خلف بوروسيا دورتموند في البوندسليغا، كما خسروا نهائي الكأس أيضاً أمام نفس الفريق، كما وصل النادي البافاري لنهائي دوري أبطال أوروبا الذي لعب على أرضه في الالينز أرينا ليخسر عبر ضربات الجزاء الترجيحية أمام تشيلسي الذي أصبح ثاني فريق إنجليزي يهزم البايرن على أرضه والأول (بين الإنجليز) منذ انتقال البايرن إلى الأليانز أرينا.

اختتم البايرن عام 2013 بالفوز بالخماسية التاريخية بعد حصوله على لقب كأس العالم للأندية

التشكيلة الفائزة بلقب دوري أبطال أوروبا 2012-13.

بدء البايرن موسم 2012–13 بالفوز في كأس السوبر الألماني بعد تغلبه على غريمه بوروسيا دورتموند بنتيجة 2–1 ، كما وبعد انطلاقة نارية أصبح البايرن أول فريق في التاريخ يحقق الفوز في أول 8 مباريات له في البوندسليغا وذلك على إثر فوزه خارج أرضه على فورتونا دوسلدورف بنتيجة 5–0، ليعود البايرن بعدها ويحسم لقب البوندسليغا في السادس من أبريل 2013 بعد فوزه على آينتراخت فرانكفورت بنتيجة 1–0 وذلك قبل 6 جولات من نهاية الدوري ليصبح العملاق البافاري أسرع فريق يحسم لقب البوندسليغا. كما سجل البايرن العديد من الأرقام القياسية الجديدة للدوري الألماني في هذا الموسم التاريخي وأبرزها أكبر عدد نقاط (91 نقطة)، أكبر فارق نقاط بين الفائز والوصيف (25 نقطة)، أكبر عدد انتصارات في موسم واحد وأقل عدد خسائر (1 خسارة وحيدة). في نهاية الموسم استطاع البايرن الوصول لنهائي دوري أبطال أوروبا للمرة الثالثة بآخر أربع سنوات، واستطاع الفريق هذه المرة الفوز بلقبه الخامس في المسابقة بعد فوزه على مواطنه بوروسيا دورتموند بنتيجة 2-1 في المباراة التي جرت على ملعب ويمبلي في لندن،  حيث سجل آرين روبين هدف الفوز للفريق البافاري في الدقيقة 87 من عمر المباراة. في الأول من يونيو 2013 أصبح البايرن أول فريق ألماني يفوز بثلاثية الدوري، دوري الأبطال وكأس ألمانيا وذلك بعد فوزه على شتوتغارت بنتيجة 3–2 في نهائي كأس ألمانيا.
في الأول من يوليو من عام 2013 تسلم بيب غوارديولا دفة القيادة في الفريق البافاري وذلك قبيل انطلاقة موسم 2013–14، كما تعاقد البايرن مع ماريو غوتزه من بوروسيا دورتموند في صفقة قدرت بـ37 مليون يورو، ما جعلها أغلى انتقال للاعب ألماني وقتها (فيما بعد تخطتها قيمة صفقة انتقال أوزيل من ريال مدريد لأرسنال البالغة 50 مليون يورو )، في 24 يوليو 2013 خسر البايرن نهائي السوبر الألماني بمواجهة غريمه بوروسيا دورتموند بنتيجة 4–2 في ملعب الأخير،  ليعود الفريق ويتوج بلقب السوبر الأوروبي في الـ30 من نفس الشهر بتغلبه على تشيلسي الإنجليزي عبر ركلات الجزاء الترجيحية. في 9 نوفمبر 2013 استطاع البايرن كسر رقم هامبورغ القياسي لأكثر عدد من المباريات المتتالية من دون هزيمة في البوندسليغا (36 مباراة). في 27 من نوفمبر 2013 وبعد فوزه على سيسكا موسكو الروسي بنتيجة 3–1 أصبح البايرن الفريق الأول الذي يفوز بـ10 مباريات متتالية في دوري أبطال أوروبا،  وفي 21 ديسمبر 2013 توج العملاق البافاري بلقب كأس العالم للأندية بعد تغلبه على الرجاء البيضاوي المغربي بنتيجة 2–0 في النهائي الذي لعبت على أرضية ملعب مراكش في المغرب. في موسم 2014–15 دافع بايرن ميونخ عن لقبه ونجح في الاحتفاظ به،  وفي الموسم التالي نجح في الاحتفاظ بلقبه ليحقق رقمًا قياسيًا بالفوز به أربع مرات متتاليات دون انقطاع. وفي نهاية موسم 2015–16 غادر غوارديولا الفريق ليتولى تدريب مانشستر سيتي، وخلفه كارلو أنشيلوتي.

### حقبة فليك 2019–2021
انضم هانز ديتر فليك لبايرن ميونخ يوم 1 يوليو 2019 كمدرب مساعد. تحت قيادة كوفاتش كانت بداية بايرن في الدوري غير مرضية، وبعد الخسارة بنتيجة 5–1 أمام آينتراخت فرانكفورت، اتفقت إدارة بايرن مع المدرب كوفاتش على إنهاء العقد القائم بينهما يوم 3 نوفمبر 2019 ليتم بعدها ترقية فليك إلى مدرب مؤقت. استلم فليك زمام تدريب الفريق ليحقق نتائج إيجابية بداية من حسمه التأهل إلى دور الـ16 من دوري أبطال أوروبا 2019–20 مبكرًا قبل جولتين من نهاية مرحلة المجموعات بعد تغلبه على أولمبياكوس (0–2)، والفوز على بوروسيا دورتموند (0–4) ضمن منافسات البوندسليغا، وبعد تحقيق الفوز على فولفسبورغ (0–2) أعلنت إدارة بايرن عن استمرارية فليك كمدرب للفريق حتى نهاية الموسم، مع توالي النتائج الإيجابية وتحسن أداء البافاري بصورة ملحوظة على أرضية الملعب، توصلت إدارة بايرن إلى اتفاق مع فليك يستمر بموجبه كمدرب للفريق حتى 30 يونيو 2023.
تحت قيادة فليك، فاز النادي بالدوري الألماني للمرة 30 في تاريخه بفارق 13 نقطة عن صاحب المركز الثاني، ليفوز بعدها بكأس ألمانيا ويكمل الثنائية المحلية الـ13 في تاريخ البافاري. في بطولة دوري أبطال أوروبا، وصل بايرن لأول نهائي له منذ 2013، بعد سحقه لبرشلونة في ربع النهائي بنتيجة 8–2  والفوز على أولمبيك ليون بنتيجة 3–0 في نصف النهائي. في النهائي، الذي أقيم في مدينة لشبونة خلف أبواب مغلقة بسبب جائحة فيروس كورونا، فاز بايرن على باريس سان جيرمان بهدف لصفر (1–0) من توقيع الفرنسي كينغسلي كومان ليحقق سادس ألقابه في المسابقة وبهذا الانتصار أصبح بايرن ثاني فريق أوروبي يحقق الثلاثية القارية لمرتين. بعد استراحة قصيرة، بدأ الفريق الموسم الجديد بالفوز بكأس السوبر الأوروبي للمرة الثانية في تاريخه، بعد انتصار صعب لبايرن على إشبيلية بنتيجة (2–1) بعد وقت إضافي، وقد سجل هدف الفوز خافي مارتينيز. في فبراير 2021، فاز الفريق بكأس العالم للأندية 2020 (المؤجلة من ديسمبر 2020 بسبب جائحة فيروس كورونا) على حساب تيغريس أونال المكسيكي بنتيجة (1–0)، ليصبح ثاني نادي يحقق السداسية، بعد برشلونة موسم 2009. فشل بايرن في المحافظة على لقبه القاري في النسخة التالية، بعد خروجه من ربع نهائي أمام باريس سان جيرمان بفضل قانون أهداف خارج الأرض، بعد التعادل في مجموع المبارتين بنتيجة 3–3. محليًا، حصل الفريق على لقب الدوري للموسم التاسع تواليًا.
أعلن بايرن ميونخ يوم 27 أبريل 2021، عن مغادرة فليك للفريق في نهاية الموسم، بطلب منه، وتعيين يوليان ناغلسمان خليفة له بدءًا من الموسم المقبل.

### فترة ناغلسمان (2021–2023)
حقق ناغلسمان أول ألقابه مع بايرن يوم 17 أغسطس 2021، بعد الفوز على بوروسيا دورتموند في كأس السوبر الألماني 2021. تأهل بايرن من مجموعته في دوري الأبطال بالعلامة الكاملة، لكنه خرج من ربع النهائي أمام فياريال الإسباني، بعد الخسارة 2–1 في مجموع المباراتين. واصل البافاري هيمنته المحلية وتوج بلقبه العاشر تواليًا في الدوري.

## الزي
اتفق مؤسسي النادي لدى إنشائه أن يكونا اللونين الأبيض والأزرق هما اللونين الرئيسيين للنادي، إلا أنه ورغم هذا القرار فقد كان لاعبي البايرن يلبسون قمصاناً بيضاء مع سراويل سوداء لغاية عام 1905 حيث انضم البايرن لنادي ميونخ الرياضي (بالإنجليزية: Munich sport club) الذي كانت قوانينه تقر بأن يلبس فريق كرة القدم السراويل الحمراء مع القمصان البيضاء، واستمر البايرن باستعمال الألوان الحمراء والبيضاء في معظم فترات تاريخه، كما أنه كان يستعمل اللباس الأزرق في بعض المناسبات. موسم 1968–1969 استعمل النادي القمصان المخططة باللونين الأحمر والأزرق، بالإضافة إلى استعمال اللون الأزرق على السراويل والجوارب، ليعود النادي لاستخدام نفس النمط عام 1995 ليصبح اللون الأزرق هو اللون الطاغي للمرة الأولى في تاريخ النادي، عام 1999 أعاد النادي استعمال اللباس الأحمر والأبيض التقليدي.
أما لباس البايرن الاحتياطي فقد تغير بين العديد من الألوان على مدار تاريخ النادي كالأبيض، والأسود، الأزرق والذهبي-الأخضر. كما أن البايرن امتلك لباساً خاصاً للمسابقات الخارجية والمواجهات الدولية. عام 2009 كان اللباس الأساسي للنادي هو الأحمر بينما تمَ استعمال اللون الأزرق الغامق على لباس النادي الاحتياطي وكان الأبيض هو اللباس المعتمد في المواجهات الدولية. موسم 2010–11 استعمل البايرن اللباس المخطط بالأحمر والأبيض بشكلٍ أساسي بينما كان لباسه الاحتياطي بتألف من قمصان بيضاء وسراويل ذو لون أزرق غامق، وتم اعتماد اللباس الأسود الكامل في المسابقات الخارجية، موسم 2012–13 اعتمد النادي البافاري اللونين الأحمر والذهبي على لباسه الأساسي. يجدر الذكر أنه في فترة الثمانينات والتسعينات من القرن الماضي استعمل البايرن لباساً خاصاً يمثل الألوان البرازيلية الزرقاء والصفراء عندما كان يواجه كايزرسلاوترن على أرضه وذلك بناءً على خرافة النادي من صعوبة الفوز على في مدينة كايزرسلاتورن.
قبل بداية موسم 2000–01، أضيف وسام اليويفا الفخري، المُسمّى بوسام اليويفا الشرفي (بالإنجليزية: UEFA badge of honour)، الممنوح للأندية الفائزة بدوري الأبطال 5 أو 3 مرات متتالية لقميص الفريق. ومنذ البدء بطولة كأس العالم لأندية كرة القدم بدلا من كأس الإنتركونتيننتال، قام الفيفا بمنح الفريق الفائز وسام شرفي، المُسمّى بوسام أبطال العالم للأندية (بالإنجليزية: Fifa club world champion badge)، وقد وضع بايرن ميونخ الشعار على قمصانه منذ ديسمبر 2013 بعدما فاز بالبطولة التي أقيمت في المغرب حيث حقق البطولة بفوزه على الرجاء البيضاوي بنتيجة 2–0.
زي النادي في أهم المناسبات التاريخية
| نهائي كأس أبطال أوروبا 1974 و1976 | نهائي كأس أبطال أوروبا 1975 و1982 | نهائي كأس أبطال أوروبا عام 1987 | نهائي كأس الويفا 1996 | نهائي كأس الويفا 1996 | نهائي دوري أبطال أوروبا 1999 | نهائي دوري أبطال أوروبا 2001 | نهائي دوري أبطال أوروبا 2010 | نهائي دوري أبطال أوروبا 2012 | نهائي دوري أبطال أوروبا 2013 | نهائي دوري أبطال أوروبا 2020 |

## الشعار
تغير شعار بايرن ميونخ أكثر من مرة على مدى تاريخ النادي، أساساً كانت أحرف إف سي بي أم (بالألمانية: FCBM) تمثل النادي ومعها اللون الأزرق، بينما لم يكن للألوان التي تمثل مقاطعة بافاريا دور في الشعار لغاية عام 1954 عندما تمَ دمجها مع شعار النادي لأول مرة. النسخة الحديثة من الشعار تم تطويرها عن نسخة 1954 على عدة مراحل، وبينما كان شعار النادي يتألف من لون واحد على مدى معظم تاريخه وبالأخص من اللونين الأزرق أو الأحمر. لكن النسخة الحالية من شعار النادي، تم اعتمادها عام 2008 تتألف من الأزرق، الأحمر والأبيض، وتحتوي على ألوان مقاطعة بافاريا في وسطها، بينما يكتب اسم إف سي بايرن ميونخ (بالألمانية: FC Bayern München) باللون الأبيض داخل دائرة من ذا خلفية حمراء اللون وبداخلها على الألوان مقاطعة بافاريا.

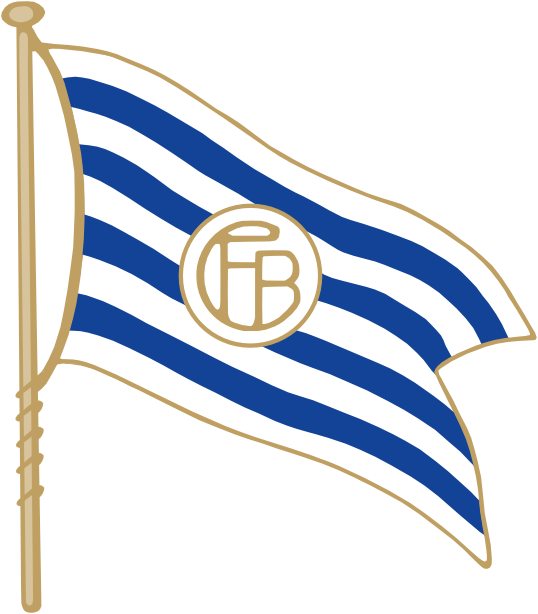
أول شعار في تاريخ النادي (1900-1901).
شعار النادي بين عامي (1906-1919).
شعار النادي بين عامي (1923-1954).
شعار النادي بين عامي (1938-1945).
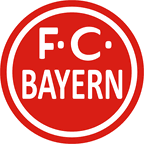
شعار النادي بين عامي (1954-1961).
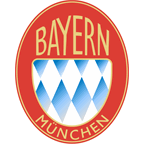
شعار النادي بين عامي (1961-1965).
شعار النادي بين عامي (1965-1970).[89]
شعار النادي بين عامي (1970-1979).[90]
شعار النادي بين عامي (1979-1996).[91]
شعار النادي بين عامي (1996-2002).[92]
شعار النادي بين عامي (2002-2017).[93]
شعار النادي بين عامي (2017-2024).
شعار النادي من 2024 وحتى الآن
شعار النادي الحالي المستخدم على أقمصة اللاعبين.

## ميا سان ميا

شعار النادي "ميا سان ميا"

ميا سان ميا (بالبافارية: Mia san mia) وبالألمانية (wir sind wir) والذي يعني بالعربية (هكذا نحن) أو (نحن على ما نحن) هي عبارة مأثورة باللغة البافارية اتُخِذت شعارًا رسميًّا وعبارة رسمية للنادي، يعود أصلها إلى الجيش النمساوي وفي معناه إشارة إلى التفوق والثقة بالنفس،  بدأ استخدامها عام 1967 عقب إحراز أول بطولة أوروبية (كأس الكؤوس الأوروبية 1967)، تشكل هذه العبارة فلسفة للنادي واللاعبين عمومًا للتوحد وراء هدف واحد، قامت إدارة النادي بتوضيح الشعار بوصفه مبني على 16 مبدأ وهم (نحن نادٍ واحد - نحن سفراء - نحن قدوة - نحن التقاليد - نحن الابتكار - نحن الثقة بالنفس - نحن التنوّع - نحن كرة القدم - نحن الاحترام - نحن الفرح - نحن الانتماء - نحن موطن المحبة - نحن الديناميكية - نحن المسؤولية - نحن عائلة).

## نشيد النادي
نجمة الجنوب (بالألمانية: Stern des Südens) هي أغنية بالألمانية للمطرب الألماني فيلي أستور تم انتاجها عام 2010، وصدرت ضمن ألبوم (The Sound of Islands) قام المطرب بغناء في ملعب أليانز أرينا وظلت جماهير نادي بايرن ميونخ تتغنى بها حتى تم اختيارها عام 2015 كنشيد للنادي، ويتم غنائها من قبل الجماهير قبل بداية المباريات.
هناك أيضاً أغنية بالإنجليزية (Forever Number One) تعد من الأغاني الشهيرة عن البايرن ميونخ، كما يتميز أيضاً نادي بايرن ميونخ بتشغيل لحن أغنية (Seven Nation Army) والذي يتم ترديده من قبل الجماهير، ويتم تشغيل الموسيقى عقب إحراز الهدف في الملعب، وبرغم أن هذه الأغنية استخدمت كثيراً في احتفالات كرة القدم لأندية ومنتخبات أخرى وكذلك في مناسبات رياضية أخرى، إلا أنها أصبحت حالياً من العلامات المميزة لجماهير نادي بايرن ميونخ.

## الملعب

### أليانز أرينا
أليانز أرينا (بالألمانية: Allianz Arena) هو ملعب كرة القدم الرئيسي في مدينة ميونخ الألمانية ويلعب عليه قطبا المدينة بايرن ميونخ وميونخ 1860، وقد تم افتتاحه في 31 مايو 2005، وتبلغ طاقته الاستيعابية 67,812 متفرج (مباريات دولية) و71,437 متفرج (مباريات محلية). ويعتبر من أجمل ملاعب العالم وأكثرها استيعابا للجماهير حيث تصل طاقته الاستيعابية إلى 80,074 متفرج. وقد سمي الملعب بهذا الاسم نسبة إلى شركة التأمينات الألمانية أليانز، بعد قيامها بتمويل المشروع، وسيحمل الملعب اسم الشركة لمدة 30 سنة.
وهو أحد الملاعب التي أنشئت خصيصا لكأس العالم 2006 بألمانيا، فبدأ العمل في أكتوبر 2002 وانتهى في أبريل 2005. واعتبر بعد إنشائه أحد أروع وأحدث الاستادات في العالم لذلك تم اختياره ليكون الملعب الذي يحتضن المباراة الافتتاحية لكأس العالم بين ألمانيا وكوستاريكا. بالإضافة لمباريات كأس العالم 2006 استضاف ملعب الأليانز أرينا نهائي دوري أبطال أوروبا 2012 بين بايرن ميونخ وتشيلسي. وكان لاعب بايرن ميونخ الألماني أوين هارغريفز هو صاحب أول هدف أحرز في هذا الملعب خلال مباراة بايرن ميونخ ومونشنجلادباخ في الدوري الألماني وانتهت 3–0 للبايرن.

### ملاعب أخرى

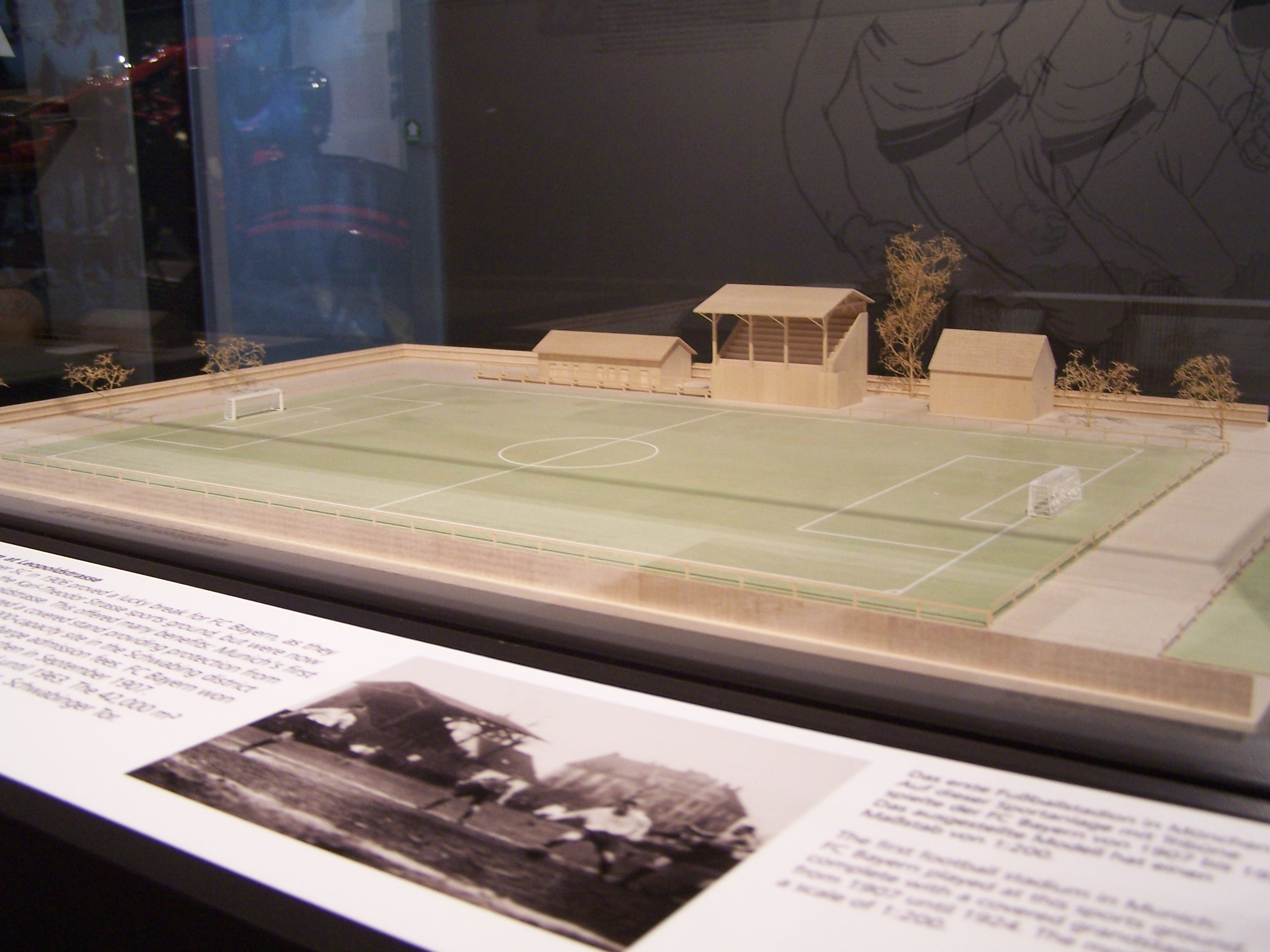
مجسم الليوبوسترادي - ملعب البايرن في الفترة الممتدة بين عامي 1906 - 1924

لعب البايرن أولى مبارياته التدريبية في ملعب السشيرونتبلاتز بوسط ميونخ أما أول مباريات النادي الرسمية فقد أقيمت على ملعب الـتيريزيانفيتزه، عام 1901 انتقل البايرن إلى ملعبه الخاص الأول الواقع في شوابينغ كليمينسترابي، وبعد انضمام الفريق لنادي ميونخ 1860 بنحو عام تقرر أن ينتقل النادي للعب في الليوبوسترادي. مع ازدياد أعداد مشجعي النادي مع مطلع العشرينات اضطر البايرن للتنقل بين العديد من الملاعب في ميونخ.
منذ عام 1925 بدأ البايرن باستعمال ملعب نادي ميونخ 1860 الـغرونفالدير ستاديون،  وحتى نهاية الحرب العالمية الأولى ظل هذا الملعب ملكاً لنادي ميونخ 1860 وبسبب ارتباطه بالنادي فما زال يطلق على الملعب إلى الآن بالعامية لقب الـ«ستينات-Sixties»، وقد تم تدمير هذا الملعب في الحرب ليتم إعادة بنائه بطريقة غير كاملة، وقدر أكبر حضور جماهيري للبايرن في الـغرونفالدير بأكثر من 50 ألف مشجع (جلوساً ووقوفاً) في مواجهة البايرن مع نورنبرغ موسم 1961–62. مع بداية البوندسليغا تم توسيع الملعب لتصبح سعته القصوى 44 ألف متفرج. وقد ملئت الجماهير كامل سعة الملعب في العديد من المناسبات، لكن لاحقاً تم تصغير سعة الملعب إلى 21272، أما حالياً فالـغرونفالدير ستاديون يستعمل كمركز لمباريات الفريق الرديف لكلٍ من البايرن وميونخ 1860.
أنشأت مدينة ميونخ ملعب الملعب الأولمبي (الأولمبيك ستاديوم) تمهيداً لاستضافة الألعاب الأولمبية عام 1972 ليبادر البايرن إلى استعماله كمركز لمبارياته المحلية ابتداءً من العام نفسه، وقد افتتح الملعب الذي عرف بهندسته المعمارية المميزة عام 1972، حيث استضاف آخر مباراة من البوندسليغا لموسم 1971–72 واحتشد فيه وقتها حوالي 79 ألف متفرج (جلوساً ووقوفاً). وكان الملعب وقتها يعتبر أحد أفضل وأكثر الملاعب تطوراً في العالم. وقد أجريت عليه العديد من المباريات النهائية الكبرى التي كان أهمها نهائي كأس العالم 1974. لاحقاً تمت إضافة العديد من التعديلات على الملعب وأهمها رفع سعته بحوالي 50 إلى 60%، لتصل سعة الملعب بعدها لـ63000 مقعد في المباريات المحلية، و59 ألف مقعد للمواجهات الدولية والمسابقات الأوروبية (الأرقام لسعة الملعب للجماهير الجالسة).

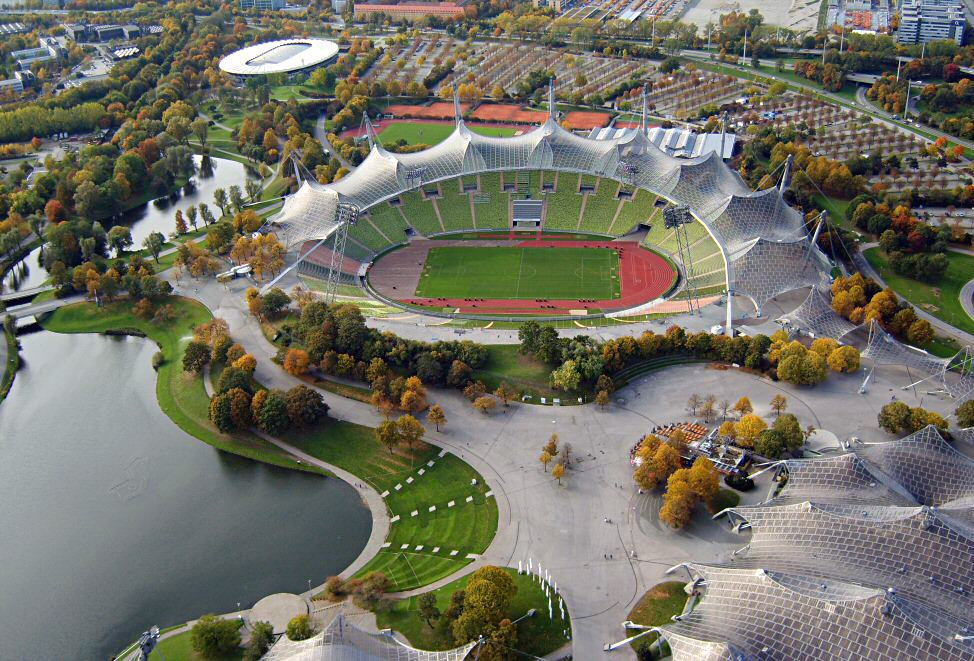
الملعب الأولمبي الذي استعمله البايرن بين عامي 1972 - 2005

وعلى الرغم من أهمية الملعب إلا أن العديدين اشتكوا من برودته الكبيرة شتاءً حيث كان حوالي نصف الجمهور مكشوفاً على الأمطار (وذلك يعود لواقع أنه لم تكن كامل مدرجات النادي مسقوفة)، كما اشتكى البعض الآخر من بعد المسافة بين الملعب والمشجعين بسبب ميدان السباق الأولمبي الذي يلف الملعب، وقد كان من المستحيل تدارك هذه الأمور بسبب رفض المهندس المعماري الذي صمم المبنى وضع أي تعديلات جوهرية تمس بجوهر الشكل المعماري للملعب.
مع نهاية عام 2000 وبعد العديد من المناقشات قررت ولاية بافاريا، ونادي بايرن ميونخ ونادي ميونخ 1860 الشروع ببناء ملعبٍ جديد، وقد أتى هذا القرار على ضوء منح ألمانيا حق تنظيم كأس العالم 2006 وحيث لم يكن الملعب الأولمبي يستوفي الشروط التي حددتها الفيفا ليتمكن من استضافة كأس العالم، وبدأ البايرن استخدام الأليانز أرينا الواقع شمالي ميونخ ابتداءً من موسم 2005-2006، ويتمتع الملعب الجديد أساساً بمقاعد مسقوفة بالكامل تتسع لـ66 ألف تفرج،  وقد تمَ توسيعه ليصبح قادراً على استيعاب 71000 متفرج اليوم. أما أهم خصائص الملعب الجديد فهي قشرته الخارجية المميزة التي من الممكن إضاءتها بألوان مختلفة وتأثيرات بصرية مدهشة، فالنادي يتلون باللون الأحمر في مباريات البايرن، الأزرق في مباريات ميونخ 1860 وباللون الأبيض عندما يستضيف مباريات المنتخب الوطني الألماني.
وفي مايو 2012 تم افتتاح المتحف الخاص بالإستاد والذي يتناول تاريخ النادي بداخل ملعب أليانز أرينا.

## المشجعون

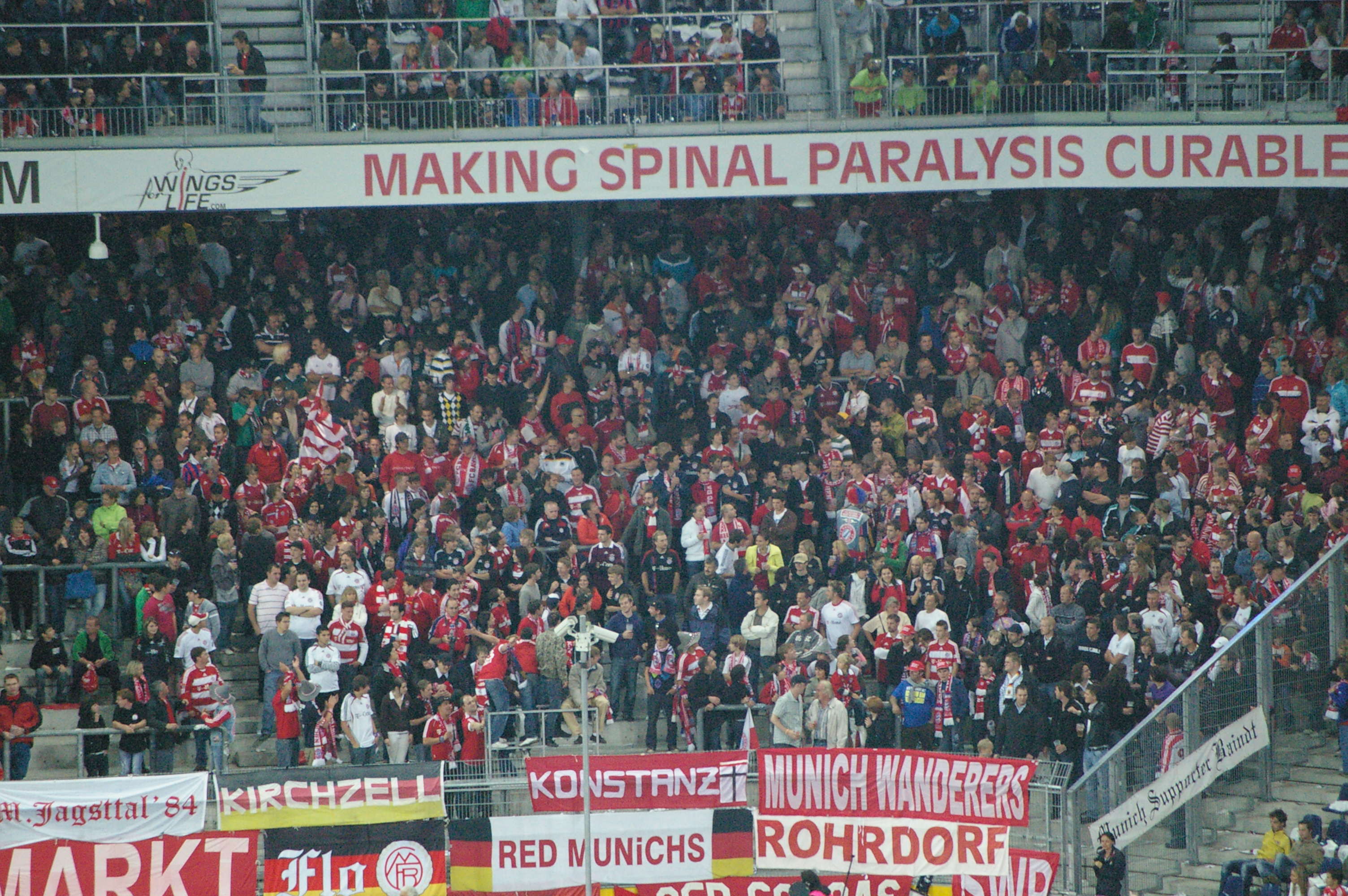
جانب من جماهير الألتراس الخاصة بالنادي.

يعتبر بايرن ميونخ نفسه نادياً دولياً،  حيث يمتلك النادي أكثر من 187 ألف عضو و3202 نادي رسمي للمشجعين حول العالم، الأمر الذي يجعل البايرن النادي الألماني صاحب أكبر عدد من المشجعين المسجلين،  وهذا الأمر يعزى إلى انتشار مشجعي النادي في مختلف المناطق الألمانية. وتنتمي معظم جماهير النادي للطبقة الوسطى الألمانية وتتركز بشكلٍ أساسي في مقاطعة بافاريا.

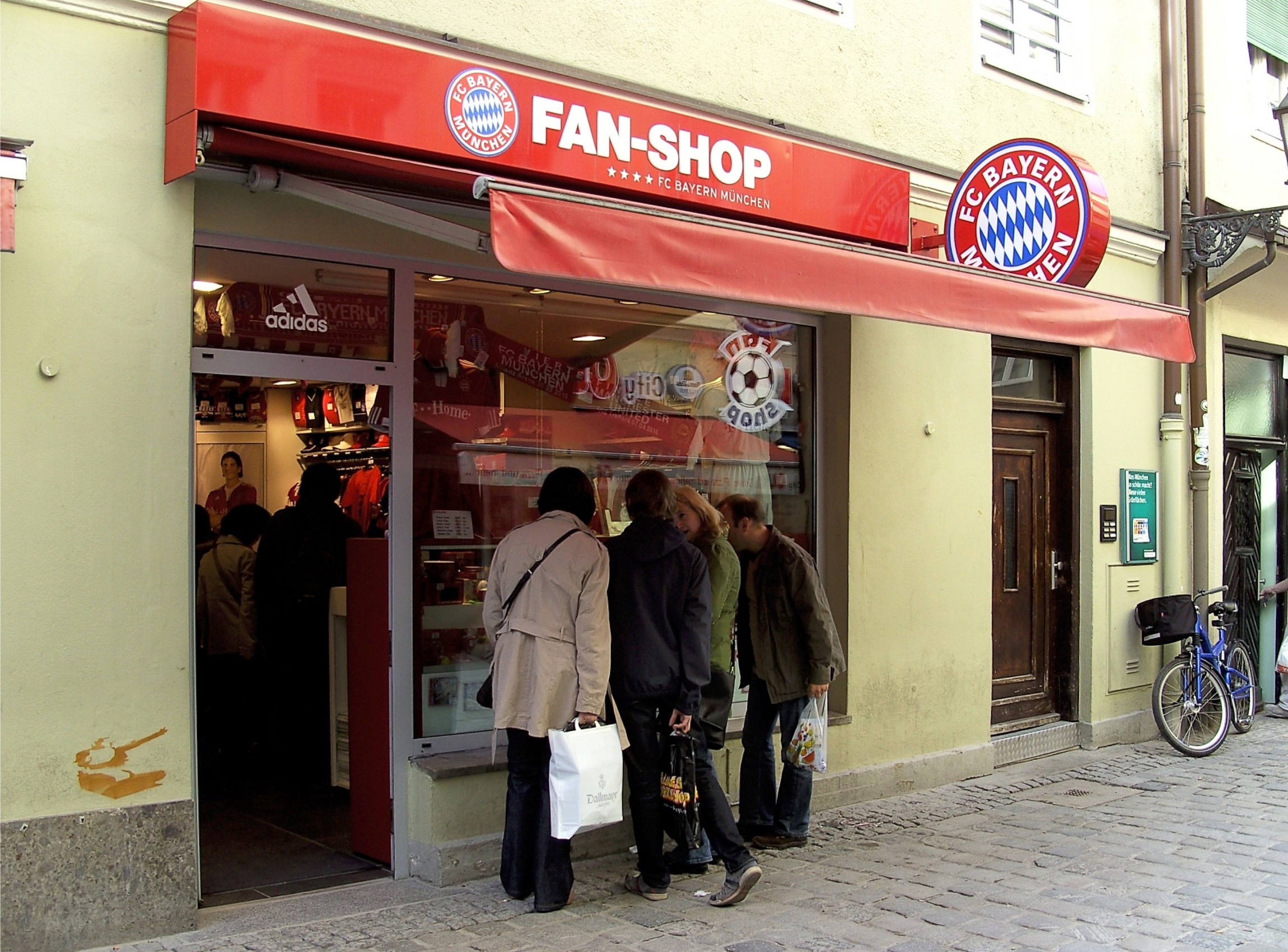
مركز لبيع تذكارات وقمصان النادي في ميونخ.

وعلى الرغم من اضطرار غالبية جماهير النادي إلى اجتياز أكثر من 200 كلم للوصول إلى ملعب أليانز أرينا إلا أن ملعب الفريق عادةً ما يكون ممتلئاً بشكلٍ شبه دائم،  وفي دراسة أجرتها الـسبورت ماركت فالبايرن هو خامس الأندية شعبةً على الصعيد الأوروبي بحوالي 20.7 مليون مشجع، والأول على صعيد ألمانيا حيث يمتلك 10 ملايين مشجع ضمن ألمانيا فقط. كما يعرف عن البايرن جماعات الألتراس المنظمة جداً الخاصة به، وأبرز هذه الجماعات هي الـشيكاريا ميونخ، الـريد ميونخ 89، الـسود كورف (المدرج الجنوبي) 73، الـميونخمانياك 1996، الـسيرفيس-كرو-ميونخ، الـريد إنجيل (الملائكة الحمر)، الـتافيرنين كرو ميونخ والريد شارك (القروش الحمر). والأغنية الشبه رسمية للنادي هي الـستيرن ديس سودان. وفي التسعينات اعتاد المشجعون أن ينشدوا أغنية فورويفير نمبر وان (دائماً الرقم واحد).
أشهر مشجعي النادي هم البابا بنيديكتوس السادس عشر،  لاعب التنس الألماني المعتزل بورس بيكر، الملاكم الأوكراني الشهير فلاديمير كليتشكو، ماركوس زودر (رئيس وزراء بافاريا الحالي) وهورست زيهوفر (رئيس وزراء بافاريا السابق) بالإضافة إلى العديد من الأسماء الأخرى.

## المنافسون والغرماء التقليديون
يعتبر بوروسيا دورتموند أحد أبرز غرماء البايرن المحليين حيث تنافس الفريقان تاريخياً على عدة ألقاب للبوندسليغا،  كما أنهما تواجها في نهائي كأس ألمانيا عامي 2008 و2012، حيث تعتبر خسارة البايرن أمام بوروسيا دورتموند بنتيجة 5–2 في نهائي الكأس عام 2012 أقسى هزيمة مُني بها النادي البافاري في أي مباراة نهائية لعبها. كما تواجه الفريقان في نهائي كأس السوبر الألماني أعوام 1989، 2008، و2012. وأقسى مواجهة في تاريخ هذه المنافسات كانت في ربع نهائي دوري أبطال أوروبا 1997–98 عندما أقصى بوروسيا دورتموند البايرن بنتيجة 1–0 في مجموع المباراتين.

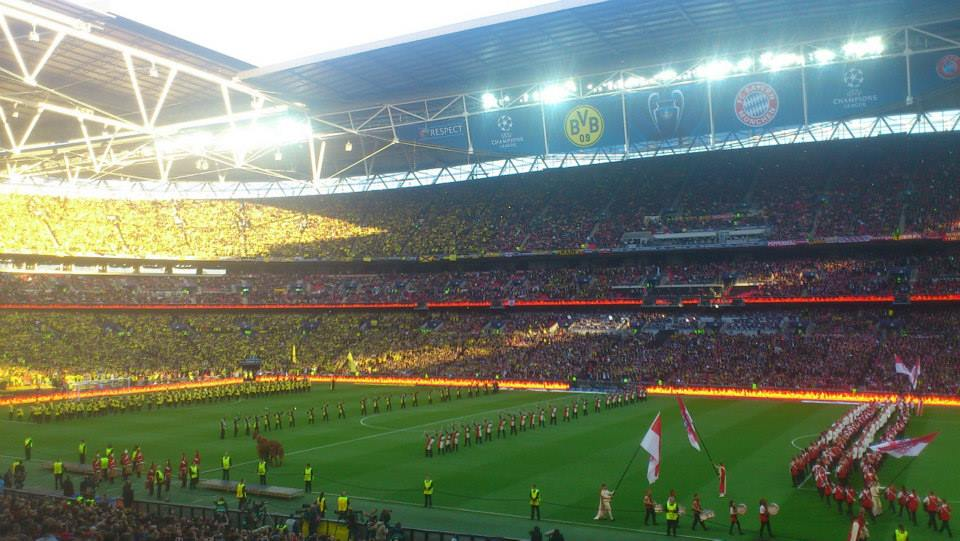
صورة من نهائي نهائي دوري أبطال أوروبا 2013 والذي كان بين البايرن وغريمه المحلي بوروسيا دورتموند

أما داخل مدينة ميونخ فالبايرن يعتبر أحد الأندية الثلاث التي تمثل المدينة، ومنافسه الأبرز على هذا الصعيد هو نادي ميونخ 1860 الذي كان أنجح فرق المدينة في ستينات القرن الماضي قبل أن يعاني في فترة السبعينات والثمانينات حيث أصبح يتنقل باستمرار بين الدرجات الألمانية الأولى، الثانية وحتى الثالثة، قبل أن يستقر مؤخراً في الدرجة الثانية. على الرغم من تأخر ميونخ 1860 إلا أن ديربي ميونخ ما زال حدثاً يمثل أهمية كبيرة بالنسبة لعشاق الناديين،  حيث يعتبر ميونخ 1860 فريق الطبقة العاملة،  بينما فريق البايرن فريق المؤسسات ورجال الأعمال حيث العديد من أعضاء مجلس إدارته هم من رجال الأعمال ومن ضمنهم رئيس الوزراء البافاري السابق إدموند ستوبير. لكن بصرف النظر عن المنافسة الحادة بين الفريقين إلا أن البايرن ساهم بدعم ميونخ 1860 أثناء أزماته المالية.
تاريخياً ومنذ العشرينات من القرن الماضي كان نادي نورنبرغ هو المنافس الرئيسي والتقليدي للبايرن داخل مقاطعة بافاريا،  وقد تكلم قائد البايرن الحالي فيليب لام عن هذه المنافسة الحادة قائلاً «من المميز دائماً مواجهة نورنبرغ، فالأجواء دائماً ما تكون ساخنة بين الفريقين». وكان البايرن ونورنبرغ متقاربا المستوى في منتصف العشرينات لكن في حقبة أواخر العشرينات والثلاثينات كان نادي نورنبرغ هو النادي الأكثر نجاحاً حيث حقق بطولة الدوري 5 مرات مما جعله صاحب الرقم القياسي بعدد الفوز بالدوري الألماني في ذلك الوقت، وقد لزم البايرن ستين سنة ليسحب لقب أكثر الفرق الألمانية تتويجاً بالدوري من نادي نورنبرغ عندما فاز الفريق البافاري ببطولته العاشرة عام 1987 متفوقاً بذلك على نادي نورنبرغ صاحب الألقاب التسعة وقتها،  أما المباراة التي تجمع بين الفريقين فيطلق عليها لقب ديربي بافاريا.
كما يحظى البايرن بمنافسة قوية مع نادي كايزرسلاوترن يعود تاريخها جزئياً لعام 1973 حينما كان الفريق البافاري متقدماً بنتيجة 4–1 قبل أن تنقلب الأمور ويخسر بنتيجة 7–4، كما أن سبب آخر لهذا هو المنافسة الكبيرة التي جمعت الفريقين على لقب البوندسليغا في مناسبات عديدة وواقع أن مدينة كايزرسلاوترن كانت تابعة لمقاطعة بافاريا حتى نهاية الحرب العالمية الثانية.

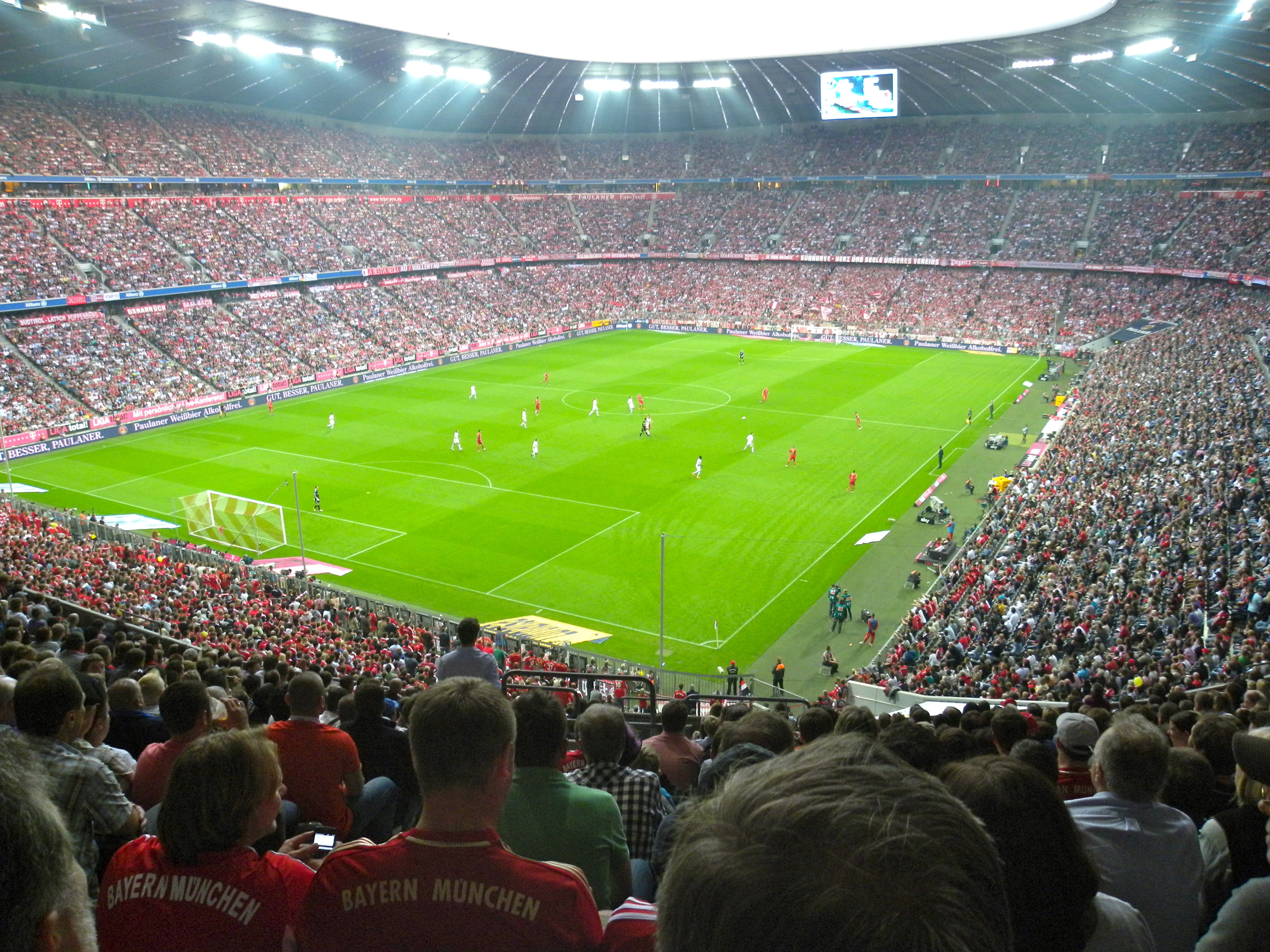
جانب من الحضور الجماهيري الكبير في ملعب أليانز أرينا.

منذ سبعينات القرن الماضي، دخل البايرن في منافسات ساخنة مختلفة مع أي فريق كان يهدد سيطرته المحلية، فكان بوروسيا مونشنغلادباخ منافس البايرن الأساسي في السبعينات،  بينما أخذ هامبورغ هذا الدور في فترة الثمانينات، وكانت المنافسة رباعية في التسعينات حيث ضمّت إلى جانب البايرن كلٌ من بوروسيا دورتموند، وفيردر بريمن وباير ليفركوزن وتاريخيًا فقد كان نادي شالكه من أبرز منافسي البايرن في البوندسليغا.
على الصعيد الأوروبي فأكبر غرماء البايرن التاريخيين هم ريال مدريد الإسباني، مانشستر يونايتد الإنجليزي وإيه سي ميلان الإيطالي  وذلك بعد تاريخ طويل مليء بالمواجهات الكلاسيكية بين الفريق البافاري وهذه الفرق الثلاثة ، فلطالما واجه البايرن نادي ريال مدريد في مختلف البطولات الأوروبية (15 في دوري أبطال أوروبا و20 في دوري أبطال أوروبا)، وبسبب أن البايرن كان يشكل دائمًا خصمًا صعًبا جدًا على ريال مدريد أصبح مشجعو ريال مدريد يلقبون البايرن بالـ«الوحش الأسود»، وعلى الرغم من لقاءات الناديين الكثيرة على الصعيد الأوروبي فلم يسبق لريال مدريد والبايرن أن تقابلا في أي نهائي لدوري أبطال أوروبا، آخر مرة التقى بها الفريقان كانت في نصف نهائي دوري أبطال أوروبا 2023–24 حيث تعادلا ذهابًا (2–2) وفاز الريال إيابًا بنتيجة (2–1).

## الديربي

### الكلاسيكو الألماني
دير كلاسيكر (بالألمانية: Der Klassiker) أو الكلاسيكو الألماني (بالألمانية: Deutscher Classico) هي مباراة كرة قدم بين أشهر وأفضل فريقين في ألمانيا تحقيقاً للبطولات، بين نادي بايرن ميونخ ونادي بوروسيا دورتموند. أقيم أول لقاء بين الفريقين بتاريخ 16 أكتوبر 1965 وانتهى بفوز نادي بوروسيا دورتموند بنتيجة 2–0. يذكر أن بايرن ميونخ هو الأكثر فوزاً في لقاءات الكلاسيكو الألماني، فقد فاز في 67 مباراة من أصل 137، بينما فاز نادي بوروسيا دورتموند في 33 مباراة وانتهى 37 لقاءً بينهما بالتعادل.
- أخر تحديث بتاريخ 12 أبريل 2025

| المنافسة            | المواجهات | الفوز | الفوز    | التعادل | الأهداف | الأهداف  |
| المنافسة            | المواجهات | بايرن | دورتموند | التعادل | بايرن   | دورتموند |
| ------------------- | --------- | ----- | -------- | ------- | ------- | -------- |
| الدوري الألماني     | 112       | 54    | 26       | 32      | 226     | 138      |
| كأس ألمانيا         | 11        | 6     | 2        | 3       | 20      | 13       |
| كأس السوبر الألماني | 9         | 4     | 4        | 1       | 17      | 18       |
| كأس الدوري الألماني | 2         | 2     | 0        | 0       | 3       | 0        |
| دوري أبطال أوروبا   | 3         | 1     | 1        | 1       | 2       | 2        |
| جميع المباريات      | 137       | 67    | 33       | 37      | 268     | 171      |

### ديربي ميونخ
ديربي ميونخ (بالألمانية: Münchner Stadtderby) هي مباراة كرة قدم بين فريقي مدينة ميونخ الألمانية، بين نادي بايرن ميونخ ونادي ميونخ 1860. أقيم أول لقاء بين الفريقين بتاريخ 21 سبتمبر 1902 ضمن منافسات بطولة مدينة ميونيخ في شارع كليمنت في حي شوابينخ، بمدينة ميونخ، وانتهى بفوز نادي بايرن ميونخ بنتيجة 3-0. يذكر أن بايرن ميونخ هو الأكثر فوزاً في لقاءات الديربي، فقد فاز في 105 مباريات من أصل 204، بينما فاز نادي ميونخ 1860 في 49 مباراة وانتهى 50 لقاءً بينهما بالتعادل.

### ديربي بافاريا
ديربي بافاريا (بالألمانية: Bayrisches Derby) هي مباراة كرة قدم بين فريقي مقاطعة بافاريا الألمانية، بين أكثر الفرق الألمانية نجاحاً وشهرةً، نادي بايرن ميونخ ونادي نورمبرغ. تطلق الصحافة الألمانية على هذا الديربي لقب ديربي بافاريا القديم (بالألمانية: Fränkisch-Bairisches Derby) فجماهير نادي نورمبرغ لا تعتبر فريقها جزءاً من مقاطعة بافاريا. يذكر أن بايرن ميونخ هو الأكثر فوزاً في لقاءات الديربي، فقد فاز في 44 مباريات من أصل 94، بينما فاز نادي نورمبرغ في 29 مباراة وانتهى 21 لقاء بينهما بالتعادل.

## إدارياً واقتصادياً
| مجلس الإدارة        | مجلس الإدارة                                     |
| الأعضاء             | ملاحظات                                          |
| ------------------- | ------------------------------------------------ |
| هيربرت هاينر        | رئيس النادي ورئيس مجلس الإدارة ورئيس شركة أديداس |
| كارل-هاينتس رومنيغه | المدير التنفيذي                                  |
| أوغست هورش          | رئيس شركة أودي                                   |
| هيلمرت ماكوورت      | ناشر مجلة فوكوس                                  |
| ديتر رامبل          | رئيس مجموعة يونيكريديت                           |
| كارل هوفنير         | نائب رئيس الجمعية العمومية للنادي                |
| هورست زيهوفر        | رئيس وزراء مقاطعة بافاريا السابق                 |
| تيموتيس هوتغيس      | رئيس شركة دويتشه تيليكوم                         |
| توماس شيفر          | رئيس شركة فولكس فاجن                             |
| المجلس التنفيذي     |                                                  |
| الأعضاء             | المنصب                                           |
| كريستوف فرويند      | الرئيس                                           |
| يان كريستيان دريسن  | نائب الرئيس                                      |
| ماتياس سمر          | المدير الرياضي                                   |
| اندرياس جانغ        | كبير المسؤولين التسويقيين                        |
| جورج ووكر           | كبير المسؤولين التقنيين                          |

يتولى حالياً هيربرت هاينر منصب رئيس النادي ورئيس مجلس الإدارة، وأما كارل هاينتز رومينيغه فيتولى الإدارة التنفيذية. بينما تتألف لجنة الإشراف على النادي من 9 أعضاء من ضمنهم كبار مدراء الشركات الألمانية، وهم هيربيرت هاينر (رئيس النادي) و(المدير التنفيذي لأديداس)، تيموتيس هوتجس، هيلرت ماركوورت، ديتر رامبل، فريتز شيرير، روبيرت ستادلير، إدموند ستوبير ومارتن وينتركورن.

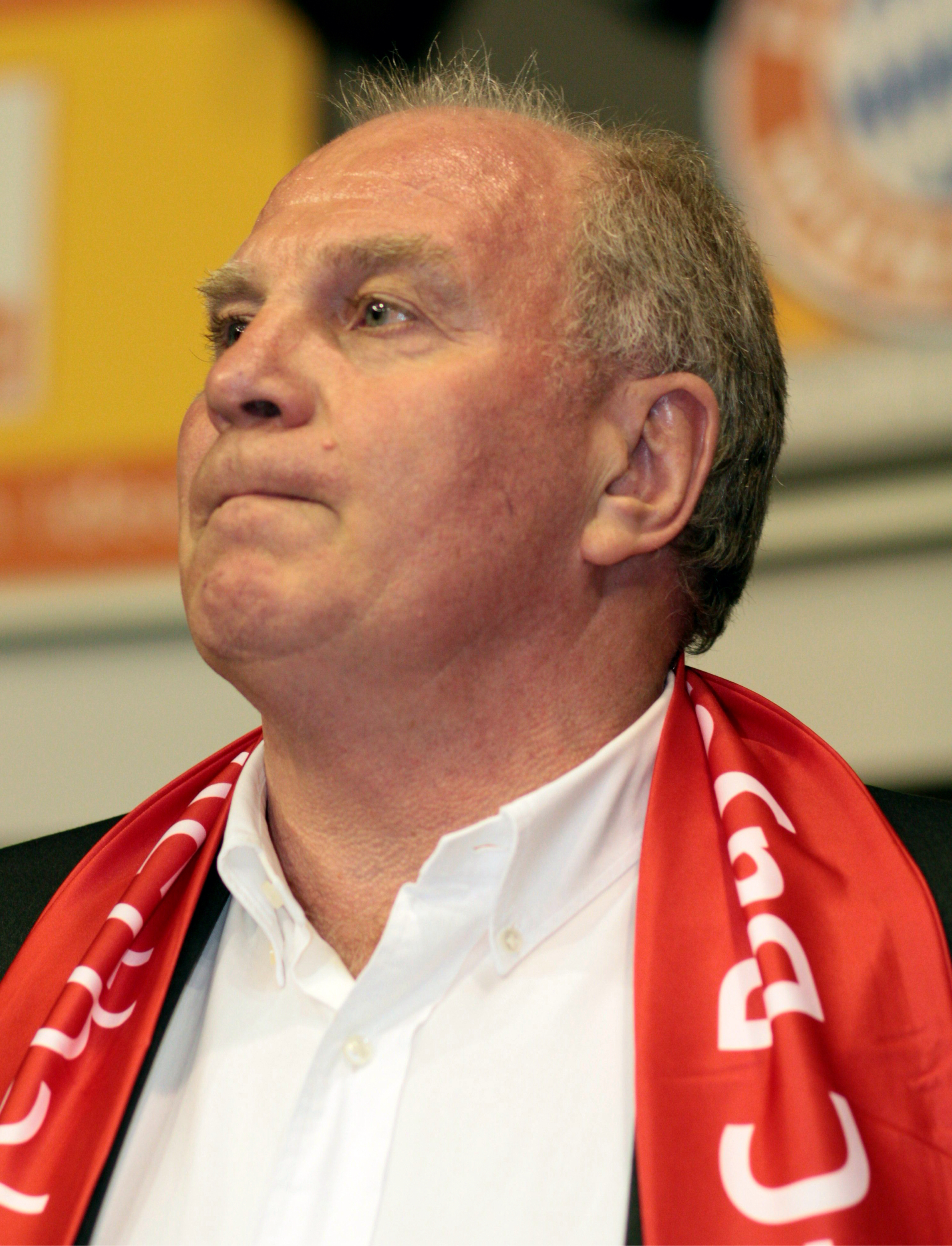
رئيس النادي السابق أولي هوينس.

البايرن هو شركة مساهمة لكن من دون أن تكون أسهمه مدرجة في البورصة، حيث تمتلك مؤسسة بايرن ميونخ 81.8% من أسهم الفريق بينما تتوزع باقي الأسهم على أديداس لصناعة الألبسة والأدوات الرياضية التي تمتلك نسبة 9.1%، وشركة أودي لصناعة السيارات التي تمتلك هي أيضاً ما نسبته 9.1%. وقد اشترت أديداس حصتها في عام 2003 مقابل 70 مليون يورو، تم استثماره لبناء ملعب أليانز أرينا. بينما تملكت أودي 9.1%، من أسهم النادي في 2009 مقابل 90 مليون يورو تم استخدامها لسداد الديون المترتبة على بناء ملعب أليانز أرينا قبل موعدها.
أبرز شركاء البايرن على صعيد الرعاية هي شركة دوتش تيليكوم التي تملك حق وضع شعارها على قمصان الفريق،  أما شركة أديداس فتعتبر مزود الفريق الأساسي للملابس والأدوات الرياضية المختلفة.
كما تشمل قائمة شركاء النادي التجاريين كل من بولنير برويري، أودي، كوكا كولا، لوفتهانزا ويينغلي سولار وشركة سامسونج. بينما تشمل قائمة الشركاء الكلاسيكيين كل من شركة سيمنز، ليغو غروب، ترينتينو ألتو أديجي، برجر كنج وفنادق ومنتجعات شيراتون.
تاريخياً فقد ارتدى النادي في فترات متلاحقة شعارات أكثر من شريك راعٍ، وهم على التوالي أديداس (1974–1978)، ماغيروس دوتز وشركة إيفيكو (شركة للشاحنات\ 1978-1984)، كومودور إنترناشونال (1984-1989)، وشركة أوبل للسيارات (1989–2002).
وكان البايرن أحد فرق كرة القدم النادرة في العالم الذي حقق أرباحاً في تسعة من أصل المواسم العشرة الماضية، وعلى عكس معظم الأندية الأخرى التي تموّل صفقاتها من خلال القروض فالبايرن دائماً ما يدفع بشكلٍ مباشر عن طريق استخدام الأصول متداولة، كما يختلف البايرن عن باقي أندية النخبة الأوروبية في موارد عائداته، ففي حين أن أكثر من 35% من عوائد الأندية الأخرى تأتي من حقوق البث التلفزيوني، فالبايرن يتلقى فقط ما نسبته 22% بهذه الطريقة. ويعزى هذا الأمر إلى أن البايرن لا يفاوض ويروج بنفسه لبيع حقوق نقل مبارياته حيث أن الاتحاد الألماني لكرة القدم هو من يفاوض على حقوق النقل لكامل الدوري الألماني، كما أن البوندسليغا بشكلٍ عام لم تكن جذابة للجمهور الأوروبي والعالمي بشكلٍ كبير مقارنةً بباقي دوريات القمة الأوروبية، إلا أن شهرة البوندسليغا والطلب عليها بدء بالارتفاع مؤخراً مع تحسن مستوى فرقها في المسابقات الاتحاد الأوروبي لكرة القدم.
في موسم 2011–12 حقق البايرن أرباحاً بقيمة 373.4 مليون يورو، ما جعله الموسم الثامن على التوالي الذي يكسر به النادي رقمه القياسي على صعيد الأرباح،  وحسب آخر تقرير سنوي اقتصادي عن وضع المادي للأندية وهو تقرير ديلويت لأغنى أندية في العالم التي أصدرته شركة مجموعة ديلويت لخدمات الأعمال لعام 2012، احتل فيه البايرن المركز رابع في قائمة أكثر النوادي في العالم جنياً للأرياح، بعدما وصلت قيمها لـ368.4 مليون يورو.
عام 2012 وكنتيجة لظهور الفريق في نهائي دوري الأبطال ارتفعت القيمة التجارية للنادي لـ786 مليون دولار أمريكي حيث ارتفعت بـنسبة 59% عن العام السابق، وأتى البايرن بذلك قبل ريال مدريد (600$ مليون) وبعد مانشستر يونايتد الأول (853$ مليون). وبينما تتجه بقية الأندية الأوروبية للترويج لنفسها أمام الجمهور العالمي، فالبايرن يركز عملياته بشكلٍ أساسي على ألمانيا،  وصنفت مجلة فوربس في تقريرها الصادر عام 2015 لقائمة أغنى 20 نادي كرة قدم في العالم نادي بايرن ميونخ كرابع أكثر نادي كرة قدم قيمةً في العالم لعام 2015 حيث قدر النادي بـ2.347 بليون يورو،  وأظهرت قائمة ديلويت أن إيرادات النادي لموسم 2014–15 بلغت 474 مليون يورو في المرتبة الخامسة على صعيد أكثر الأندية تحقيقاً للإيرادات.

## المساعدات والأعمال الخيرية

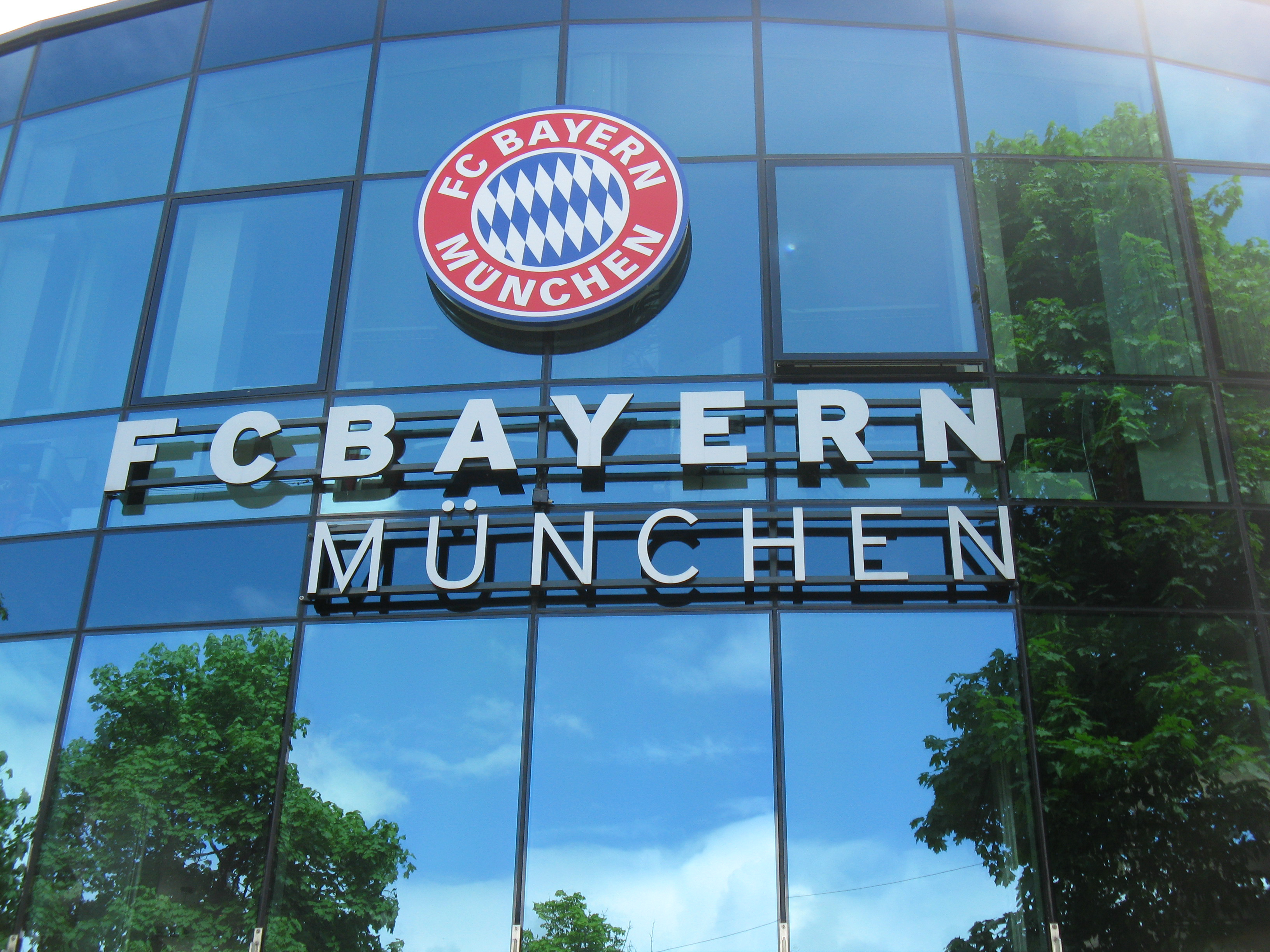
مركز خدمات نادي بايرن ميونخ

ساهم بايرن ميونخ على مدار تاريخه في العديد من الأعمال الخيرية، حيث ساعد العديد من المؤسسات الإنسانية وحتى باقي الأندية التي عانت من تدهور في حالتها المادية. فبعد تسونامي المحيط الهندي عام 2004 أنشئت جمعية بايرن هيلف (بالألمانية: FC Bayern – Hilfe e.V) والتي تهدف إلى دعم النشاط الاجتماعي للفريق،  وقد تم تمويل رأسمال الجمعية ببداياتها بـ600 ألف يورو جمعت من تبرعات لاعبي وإداريي النادي،  وقد ساهمت الجمعية ببناء مدرسة في سريلانكا،  كما بإعادة إعمار منطقة من ترينكومالي السيريلانكية. في أبريل من عام 2007 اتخذ قرار داخلي بأن تركز الجمعية نشاطاتها على خدمة المحتاجين محلياً.
كما ساهم النادي بدعم العديد من الأندية خلال أزماتها المادية، فساعد البايرن جاره ومنافسه المحلي ميونخ 1860 عبر تسهيل انتقال لاعبيه إليه بأسعار مخففة، إقامة المباريات الودية التي يعود ريعها لدعم ميونخ 1860 كما عبر مده بالمال بشكلٍ مباشر. كما أن البايرن ساهم بإنقاذ نادي سانت باولي من خطر سحب الترخيص عبر إقامة مباراة ودية عاد ريعها للنادي،  ومؤخراً قام البايرن بنفس الأمر عندما واجه نادي فورتونا سيتراد وهو النادي الذي تكوَن فيه قائده الأسبق مارك فان بوميل مشاكل مادية، عبر إقامة مباراة ودية في عقر دار النادي الهولندي. أيضًا في عام 1993 تعاقد الباير مع أليكساندر زيكلر لاعب نادي دينامو دريسدن بمبلغ 2.3 مليون مارك ألماني نو ينقذ النادي من الإفلاس.
لكن أبرز الأمثلة عن عمل البايرن الخيري تجاه الأندية الأخرى، كانت عندما مدَ منافسه التقليدي بوروسيا دورتموند عام 2003 بقرض طويل الأمد (مقادره 2 مليون يورو) ومن دون فوائد، لينقذ بذلك أحد أبرز منافسيه المحليين من الإفلاس قبل أن يقوم بوروسيا دورتموند برد الأموال للبايرن بعد تحسن حالته المادية. وفي 17 أبريل 2013، لعب بارين ميونخ مباراة ودية مع فريق درجة الثالثة وهو فريق هانسا روستوك المهدد بالإفلاس، هذه المباراة وفرت مبلغ ما يقارب مليون يورو وفرت للنادي سيولة نقدية منعته من إعلان إفلاسه.

## الألقاب

تتويج بايرن ميونخ بلقب دوري أبطال أوروبا لعام 2013

يُعتبر بايرن ميونيخ أنجح الأندية على مدار تاريخ كرة القدم الألمانية، حيث فاز النادي بأكبر عدد من ألقاب الدوري والكأس المحليتين. ففي رصيده 64 بطولة محلية، فهو حامل الرقم القياسي في جميع البطولات المحلية. ففاز بلقب الدوري الألماني الدرجة الأولى برصيد 34 مرة، وتوج بطلاً لكأس ألمانيا 20 مرة، بينما حصل على كل من كأس الدوري الألماني 6 مرات وكأس السوبر الألمانية 8 مرات. مبتعداً عن أقرب منافسيه بوروسيا دورتموند والذي بجعبته 15 لقباً محلياً.
وعلى الصعيد القاري فإن بجعبته 13 لقب،  فهو يحتل المركز الثالث برصيد 6 بطولات دوري أبطال بالمناصفة مع نادي ليفربول، وخلف ريال مدريد وإيه سي ميلان في عدد مرات الفوز بلقب دوري أبطال أوروبا. وهو جزء من ثلاثة أندية فقط تمكنت من الفوز بالبطولات الأوروبية الثلاث الأهم (دوري أبطال أوروبا، الدوري الأوروبي وكأس الكؤوس الأوروبية). كما أن البايرن هو آخر فريق تمكن من الفوز بدوري أبطال أوروبا، في ثلاث مناسبات متتالية، وهو ما يتيح لهم وضع شعار شرفي يُسمّى وسام اليويفا الشرفي (بالإنجليزية: UEFA badge of honour) يبين عدد البطولات التي أحرزها بالبطولة الأوروبية.
| - الدوري الألماني: - البطل (34 مرة): 1931–32، 1968–69، 1971–72، 1972–73، 1973–74، 1979–80، 1980–81، 1984–85، 1985–86، 1986–87، 1988–89، 1989–90، 1993–94، 1996–97، 1998–99، 1999–00، 2000–01، 2002–03، 2004–05، 2005–06، 2007–08، 2009–10، 2012–13، 2013–14، 2014–15، 2015–16، 2016–17، 2017–18، 2018–19، 2019–20، 2020–21، 2021–22، 2022–23، 2024–25.. - الوصيف (10 مرات): 1969–70، 1970–71، 1990–91، 1992–93، 1995–96، 1996–97، 1997–98، 2003–04، 2008–09، 2011–12. - كأس ألمانيا: - البطل (20 مرة): 1956–57، 1965–66، 1966–67، 1968–69، 1970–71، 1981–82، 1983–84، 1985–86، 1997–98، 1999–2000، 2002–03، 2004–05، 2005–06، 2007–08، 2009–10، 2012–13، 2013–14، 2015–16، 2018–19، 2019–20 - الوصيف (3 مرات): 1984–85، 1998–99، 2011–12. - كأس الدوري الألماني: - البطل (6 مرات): 1997، 1998، 1999، 2000، 2004، 2007. - الوصيف (مرة واحدة): 2006. - كأس السوبر الألماني: - البطل (11 مرة): 1987, 1990, 2010، 2012، 2016، 2017، 2018، 2020، 2021، 2022، 2025. - الوصيف (7 مرات): 1989, 1994, 2013، 2014، 2015، 2019، 2023. | - دوري أبطال أوروبا: - البطل (6 مرات): 1974، 1975، 1976، 2001، 2013، 2019–20. - الوصيف (5 مرات): 1981–82، 1986–87، 1998–99، 2009–10، 2011–12. - كأس الاتحاد الأوروبي: - البطل (مرة واحدة): 1996. - كأس الكؤوس الأوروبية: - البطل (مرة واحدة): 1967. - كأس السوبر الأوروبي: - البطل (مرتين): 2013، 2020. - الوصيف (3 مرات): 1975، 1976، 2001. - كأس العالم للأندية: - البطل (مرتين): 2013، 2020. - كأس الإنتركونتيننتال: - البطل (مرتين): 1976، 2001. |

### الثلاثية
يُعد بايرن ميونخ من الأندية التي سبق لها تحقيق الثلاثية القارية والمحلية:
- الثلاثية القارية (البوندسليغا، كأس ألمانيا، دوري أبطال أوروبا)[200]
  - 2012–13، 2019–20
- الثلاثية المحلية (البوندسليغا، كأس ألمانيا، كأس الدوري الألماني)
  - 1999–2000
- السداسية التاريخية (البوندسليغا، كأس ألمانيا، كأس السوبر الألماني، دوري أبطال اوروبا، كأس السوبر الأوروبي، كأس العالم للأندية)
  - 2019–20

## اللاعبون

### التشكيلة الحالية
آخر تحديث 10 يونيو 2025. 
ملاحظة: تشير الأعلام إلى المنتخب بحسب قواعد الأهلية المعتمدة من قبل الفيفا؛ تنطبق بعض الاستثناءات المحدودة. وقد يحمل اللاعبون أكثر من جنسية لا تعترف بها الفيفا.
| الرقم | البلد          | المركز | اللاعب                        |
| ----- | -------------- | ------ | ----------------------------- |
| 1     | ألمانيا        | حارس   | مانويل نوير                   |
| 2     | فرنسا          | مدافع  | دايوت أوباميكانو              |
| 3     | كوريا الجنوبية | مدافع  | كيم مين-جاي                   |
| 4     | ألمانيا        | مدافع  | يوناتان تاه                   |
| 6     | ألمانيا        | مدافع  | يوزوا كيميش (القائد الثالث)   |
| 7     | ألمانيا        | مهاجم  | سيرج غنابري                   |
| 8     | ألمانيا        | وسط    | ليون غوريتسكا (القائد الرابع) |
| 9     | إنجلترا        | مهاجم  | هاري كين                      |
| 11    | فرنسا          | مهاجم  | كينغسلي كومان                 |
| 15    | إنجلترا        | مدافع  | إيريك داير                    |
| 16    | البرتغال       | وسط    | جواو بالينيا                  |
| 17    | فرنسا          | وسط    | مايكل أوليز                   |
| 19    | كندا           | وسط    | ألفونسو ديفيز                 |

| الرقم | البلد    | المركز | اللاعب             |
| ----- | -------- | ------ | ------------------ |
| 20    | ألمانيا  | وسط    | توم بيشوف          |
| 21    | اليابان  | مدافع  | هيروكي إيتو        |
| 22    | البرتغال | مدافع  | رافاييل غيريرو     |
| 23    | فرنسا    | مدافع  | ساشا بوي           |
| 24    | كرواتيا  | وسط    | غابرييل فيدوفيتش   |
| 26    | ألمانيا  | حارس   | زفن أولرايش        |
| 27    | النمسا   | وسط    | كونراد لايمر       |
| 28    | ألمانيا  | مدافع  | طارق بوخمان        |
| 35    | ألمانيا  | مهاجم  | موريس كراتينماخر   |
| 40    | ألمانيا  | حارس   | يوناس أوربيغ       |
| 42    | ألمانيا  | وسط    | جمال موسيالا       |
| 44    | كرواتيا  | مدافع  | جوسيب ستانيشيتش    |
| 45    | ألمانيا  | وسط    | ألكساندر بافلوفيتش |
| 49    | المغرب   | مدافع  | آدم أزنو           |

### اللاعبون المعارون
- تنتهي إعارة جميع اللاعبين في 30 يونيو 2023.[202]

ملاحظة: تشير الأعلام إلى المنتخب بحسب قواعد الأهلية المعتمدة من قبل الفيفا؛ تنطبق بعض الاستثناءات المحدودة. وقد يحمل اللاعبون أكثر من جنسية لا تعترف بها الفيفا.
| الرقم | البلد   | المركز | اللاعب                         |
| ----- | ------- | ------ | ------------------------------ |
| —     | ألمانيا | حارس   | ألكسندر نوبل (إلى نادي موناكو) |
| —     | ألمانيا | مدافع  | برايت أري مبي (إلى نادي كولن)  |

| الرقم | البلد            | المركز | اللاعب                               |
| ----- | ---------------- | ------ | ------------------------------------ |
| —     | الولايات المتحدة | مدافع  | مالك تيلمان (إلى نادي رينجرز)        |
| —     | نيوزيلندا        | وسط    | سارببريت سين (إلى يان ريغنسبورغ)     |
| 20    | ألمانيا          | مهاجم  | آريون إبراهيموفيتش (إلى نادي لاتسيو) |

### الأرقام المجمدة
ملاحظة: تشير الأعلام إلى المنتخب بحسب قواعد الأهلية المعتمدة من قبل الفيفا؛ تنطبق بعض الاستثناءات المحدودة. وقد يحمل اللاعبون أكثر من جنسية لا تعترف بها الفيفا.
| الرقم | البلد   | المركز | اللاعب                                             |
| ----- | ------- | ------ | -------------------------------------------------- |
| 5     | ألمانيا | مدافع  | فرانز بكنباور                                      |
| 12    | ألمانيا |        | مخصص للجمهور الذي يعتبر اللاعب رقم 12 في كرة القدم |

### أهم النجوم الذين مرَوا على النادي
في مباراته الوداعية تم إعلان أوليفر كان كقائد فخري للفريق،  واللاعبون المذكورون أدناه هم أعضاء قاعة المشاهير الرسمية للنادي.

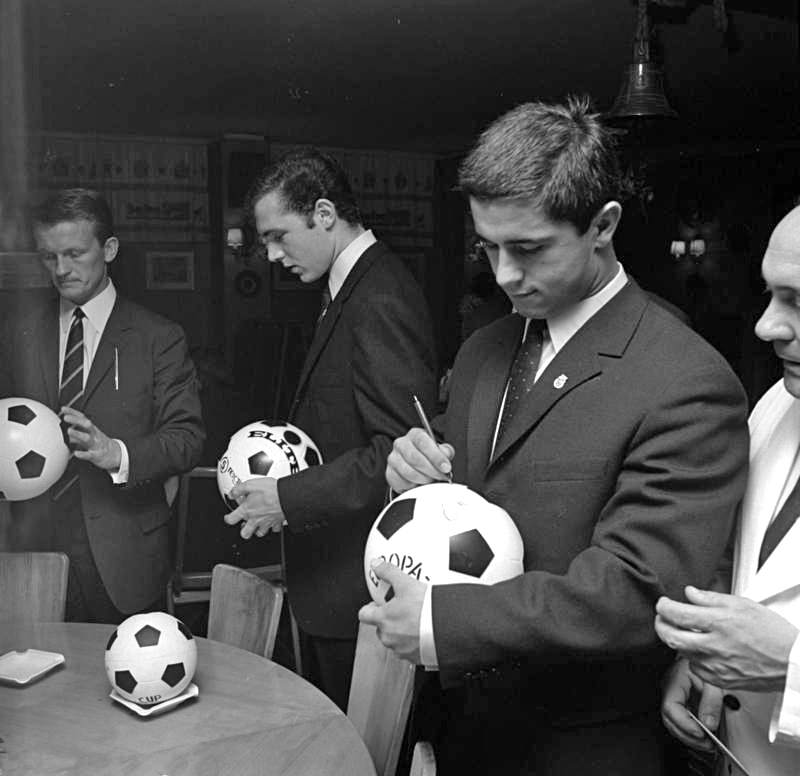
قاد الثلاثي المرعب فرانز بيكنباور، سيب ماير وجيرد مولر البايرن للفوز بثلاث كؤوس أوروبية في حقبة السبعينات بالإضافة إلى ألقاب عديدة أخرى.

| الثلاثينات - كونراد هايدكامب السبعينات - فرانس بكنباور - غيرد مولر - سيب ماير - أولي هونيس - بول برايتنر - هانز جورج شوارزينبيك - فرانتز روث | الثمانينات - كارل هاينز رومينيغه - كلاوس أوغنتيلر التسعينات - لوثار ماثيوس - يورغن كلينسمان - شتيفان إفينبيرغ | الألفية الجديدة - أوليفر كان - محمد شول - بيسنتي ليزارازو - إلبر جيوفاني - مايكل بالاك - ميروسلاف كلوزه - فرانك ريبري - ارين روبين - فيليب لام - باستيان شفاينشتايغر - توماس مولر - مانويل نوير - روبرت ليفاندوفسكي |  |

### قائمة بقادة الفريق في حقبة البوندسليغا

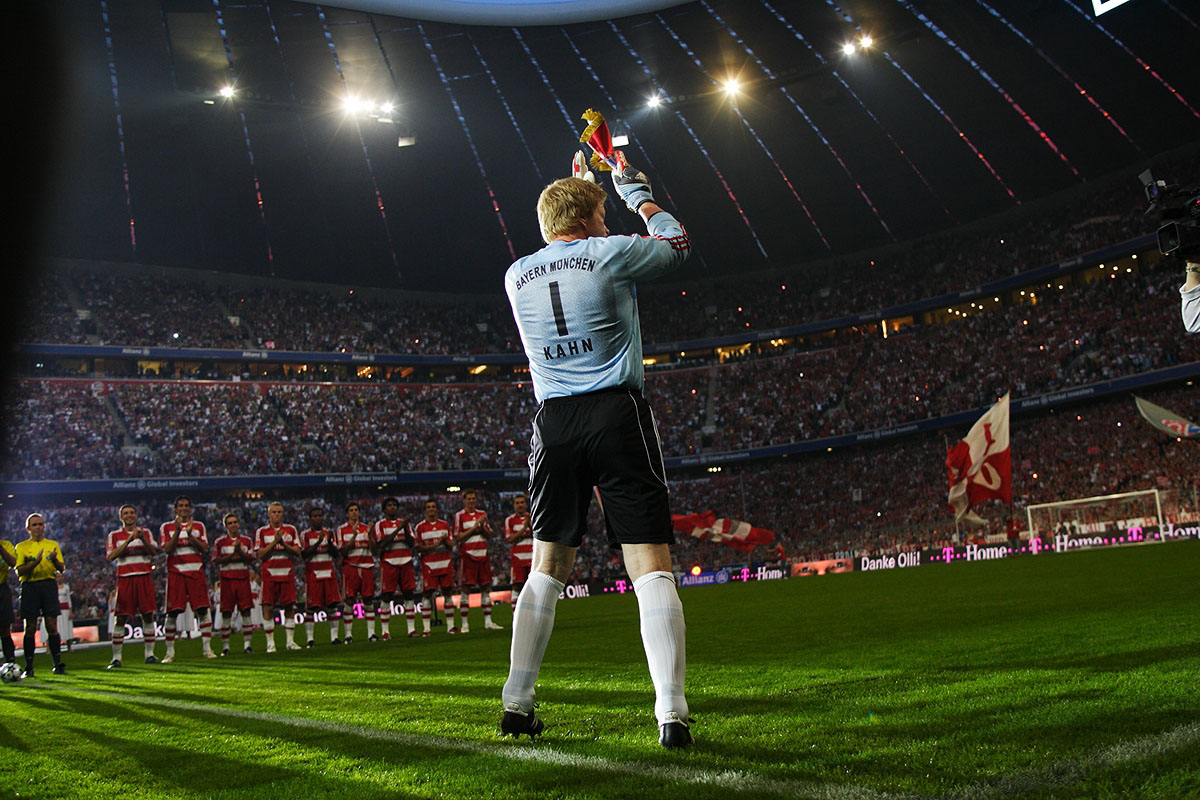
أوليفر كان حارس البايرن الأسطوري وكابتن الفريق بين عامي 2002 و2008

|  | - 1965–70: ويرنر أولك - 1970–77: فرانس بكنباور - 1977–79: سيب ماير - 1979: غيرد مولر - 1979–80: هانز جورج شوارزينبيك - 1980–83: بول برايتنر - 1983–84: كارل هاينز رومينيغه - 1984–91: كلاوس أوغنتيلر | - 1991–94: رايموند أومن - 1994–96: لوثار ماثيوس - 1997–99: توماس هيلمر - 1999–02: شتيفان إفينبيرغ - 2002–08: أوليفر كان - 2008–11: مارك فان بوميل - 2011–17: فيليب لام - 2017– : مانويل نوير |

## المدربون
| فينسنت كومباني  | المدير الفني          |
| بنجامين جلاك    | المدربين المساعدين    |
| زافير زيمبرود   | المدربين المساعدين    |
| دينو توبمولير   | المدربين المساعدين    |
| توني تابالوفيتش | مدرب حراس مرمى        |
| توماس فيهلمي    | مدربي اللياقة البدنية |
| بيتر شلوسير     | مدربي اللياقة البدنية |
| سيمون مارتينيلو | مدربي اللياقة البدنية |
| سونر مانسوروجلو | محلل بيانات           |
| حسن صالحميدزيتش | المدير الرياضي        |
| كاثلين كروجر    | مدير الفريق           |

تعاقب على تدريب نادي بايرن ميونخ 55 مديراً فنياً منذ نشأته في عام في 27 فبراير 1900 وحتى الوقت الحالي، منهم 25 مدرباً أجنبياً. أول مدرب في تاريخ البايرن هو الهولندي ويليم هيسيلينك وذلك عندما استلم قيادة الفريق في عام 1903 وهو أيضاَ أول مدرب أجنبي للفريق. بينما أول مدرب ألماني درب الفريق ميكالكي وكان ذلك في عام 1936. ويُعد أوتمار هيتسفيلد أكثر المدربين تحقيقاً للألقاب عمومًا برصيد 14 بطولة. أيضًا هو نفسه الأكثر تحقيقاً للألقاب المحلية فحقق 12 لقب محلي (5 مرات الدوري الألماني و3 كأس ألمانيا و4 بطولات كأس الدوري الألماني و1 دوري أبطال أوروبا و1 كأس الإنتركونتيننتال). يليه، المدرب يودو لاتيك برصيد 9 بطولات محلية (6 مرات الدوري الأماني و3 كأس ألمانيا)،  وبهذا يعتبر يودو لاتيك أكثر المدربين تحقيقاً للقب الدوري الألماني الدرجة الأولى. أنجح المدربين على المستوى الأوروبي هو ديتمار كرامر بعدما استطاع الفوز بثلاثة ألقاب أوروبية (بطولتين دوري أبطال أوروبا، وبطولة كأس الإنتركونتيننتال وحيدة). يليه برصيد بطولتين أوروبيتين كل من أوتمار هيتسفيلد (دوري أبطال أوروبا وكأس الإنتركونتيننتال) وبيب غوارديولا (كأس السوبر الأوروبي وكأس العالم للأندية).

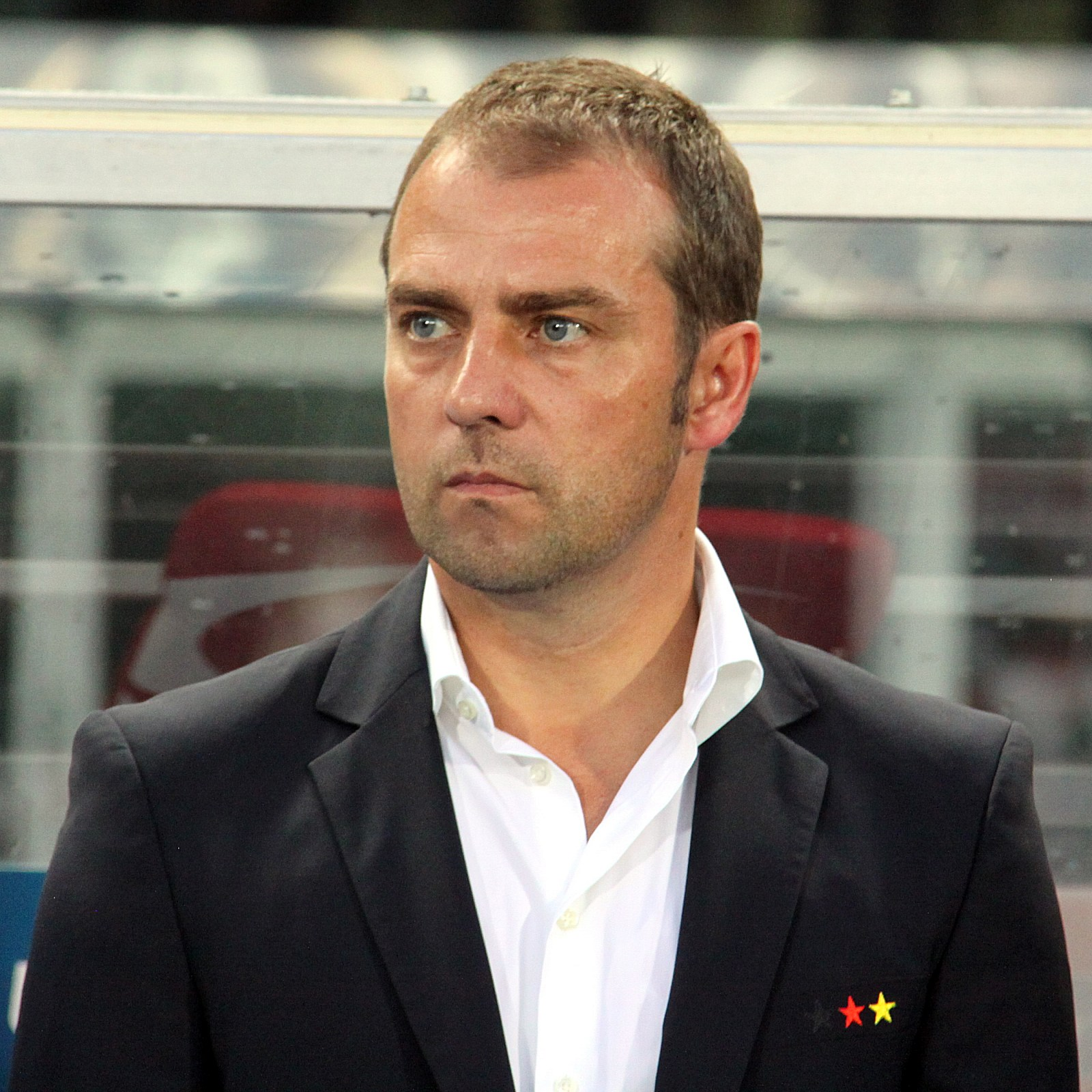
هانسي فليك هو ثاني مدرب يحقق الثلاثية مع النادي.

أطول فترة تدريب متواصلة كانت من نصيب أوتمار هيتسفيلد (6 سنوات ويوم)، خلال الفترة من 1 يونيو 1998 إلى 31 يوليو 2004. أيضًا هو نفسه أكثر المدربين خوضاً للمباريات حيث قاد الفريق البافاري في 253 مباراة خلال 7 سنوات وخمسة أشهر من يونيو 1998 ولغاية يونيو 2006. هناك قليل من المدربين الذين دربوا النادي البافاري على فترتين منهم، يودو لاتيك، جيوفاني تراباتوني وأوتمار هيتسفيلد الفريق على مدى فترتين، لكن القضية مختلفة بالنسبة للقيصر فرانتز بيكنباور فقد استلم تدريب الفريق مرتين، واحدة كمدرب بعقد كامل والثانية كمدرب مؤقت. ومن الجدير بالذكر أن المدرب يوب هاينكس هو المدرب الوحيد الذي درب النادي لثلاث فترات. أما أقل المدربين نجاحاً مع النادي فكان سورين لربي الذي كاد الفريق أن يسقط معه للدرجة الثانية موسم 1991–92.
محلياً، أول مدرب فاز بلقب الدوري الألماني هو النمساوي ريتشارد كوهين في موسم 1931–32، بينما أول المدربين فوزاً بلقب كأس ألمانيا هو الألماني ويلبولد هان في موسم 1956–57، وأول مدرب فاز بلقب كأس السوبر الألماني هو يوب هاينكس كان ذلك في نسخة كأس السوبر الألماني 1987 من الجائزة.

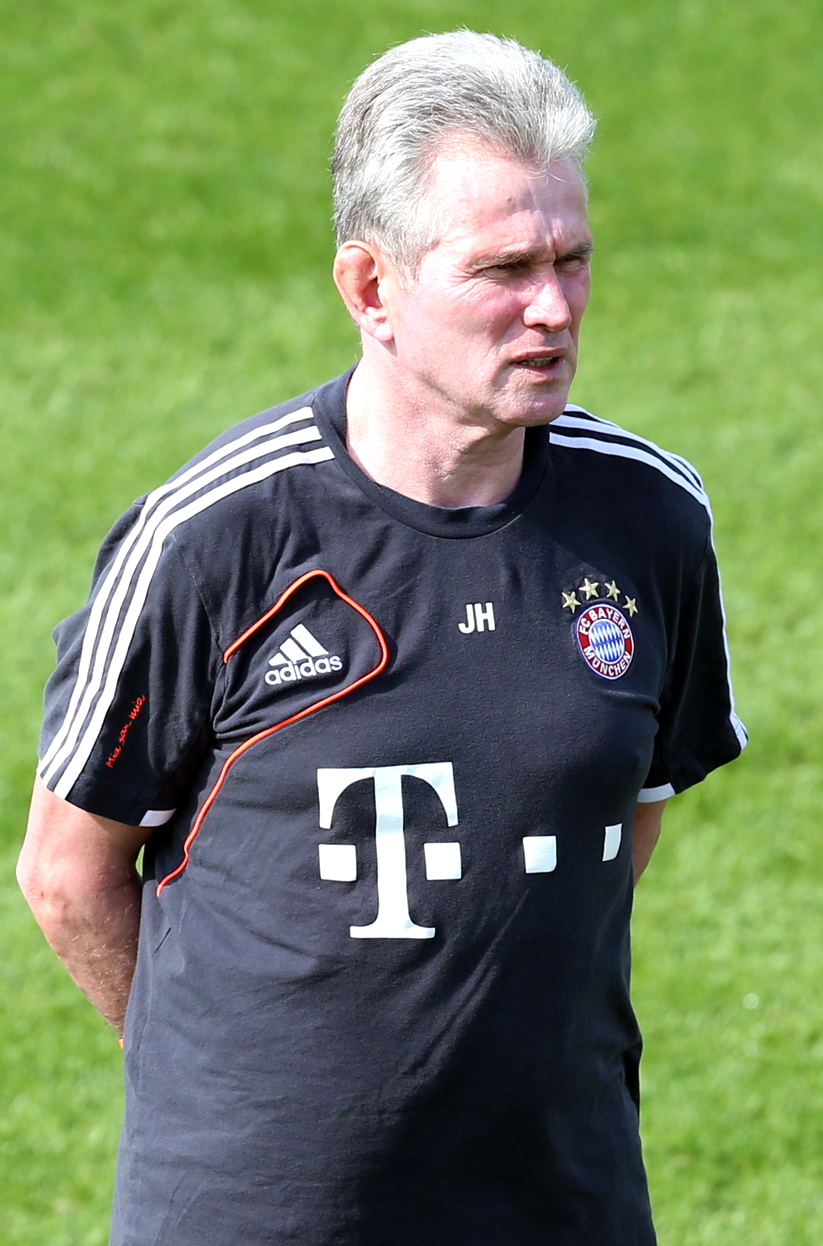
يوب هاينكس تولى الإدارة الفنية للبايرن 4 مرات وهو أول مدرب يحقق الثلاثية في تاريخ النادي.

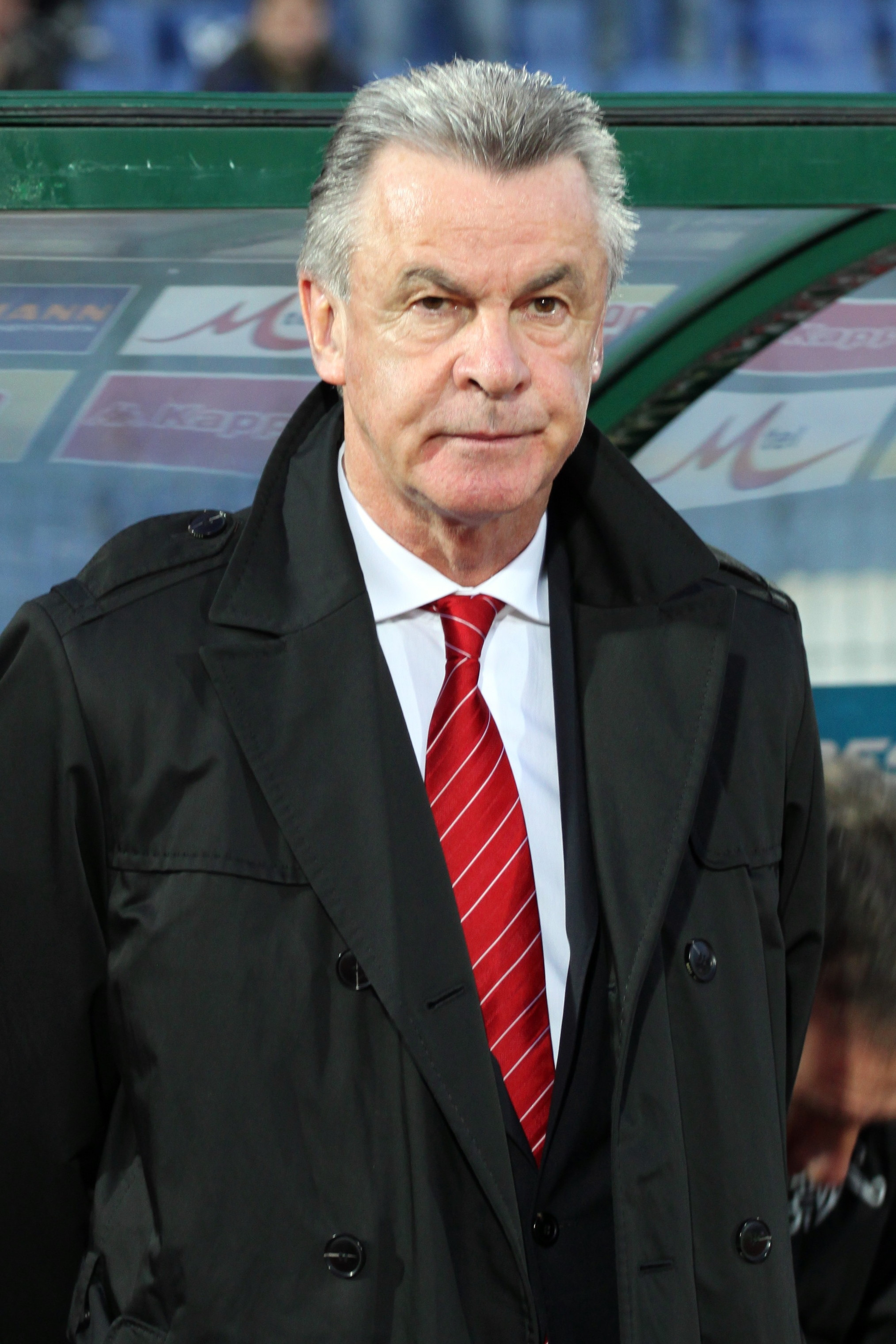
أوتمار هيتسفيلد أكثر المدربين تحقيقاً للألقاب بشكل عام برصيد 14 بطولة.

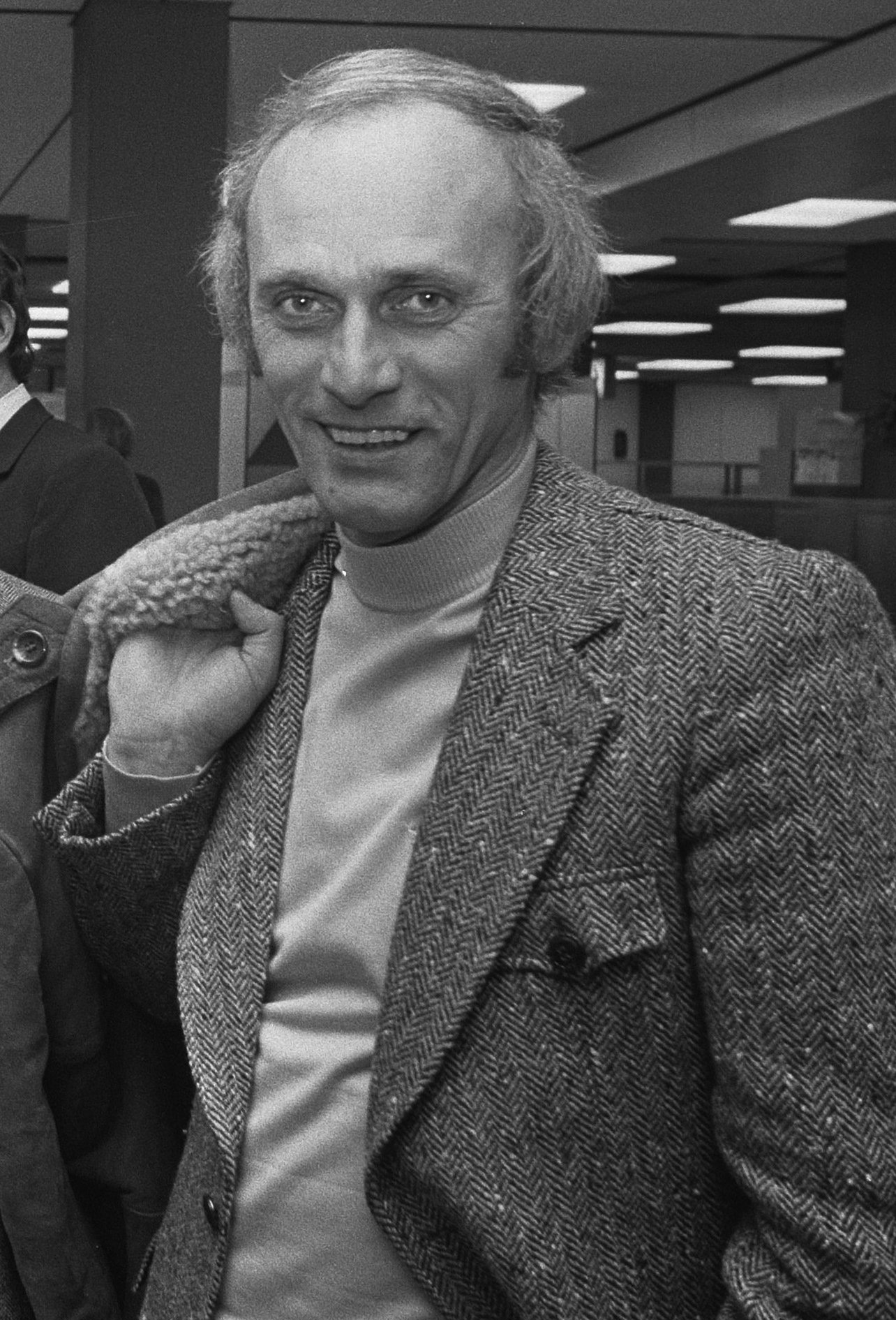
أودو لاتيك أول مدرب حقق لقب كأس أوروبا في موسم 1973–74.

أوروبياً، شهد موسم 1966–67 فوز البايرن بلقبه الأوروبي الأول، ولقبه الأول كذلك في مسابقة كأس الكؤوس الأوروبية وكان ذلك بقيادة المدرب اليوغسلافي زلاتكو كاجكوفسكي، بعدما تغلب علي نادي رينجرز بهدف وحيد بواسطة فراز روث. ويعتبر المدرب أودو لاتيك أول المدربين فوزاً بلقب دوري أبطال أوروبا وكان ذلك في موسم 74–1973 بفوزه برباعية نظيفة على أتلتيكو مدريد الإسباني، بأهداف جيرد مولر وأولي هونيس. أما في بطولة كأس الاتحاد الأوروبي فكان التتويج الأول في موسم 1995–96 بفوزه على نادي بوردو بنتيجة 3–1، وبتوقيع كل من محمد شول ويورغن كلينسمان واميل كوستادينوف، بقيادة المدرب فرانتز بيكنباور الذي كان مدرباً مؤقتاً يومئذٍ. بينما استطاع الإسباني بيب غوارديولا الفوز بلقب كأس السوبر الأوروبي الأول في تاريخ النادي في نسخة كأس السوبر الأوروبي 2013 بعدما تغلي على نادي تشيلسي الإنجليزي بركلات التجريح 5-4، وهو نفسه صاحب أول تتويج لبايرن ميونخ ببطولة كأس العالم للأندية في نسخة عام 2013. في المقابل كان أول فوز بلقب كأس الإنتركونتيننتال من نصيب ديتمار كرامر في عام 1976 بعدما تغلب على منافسه نادي كروزيرو البرازيلي بنتيجة 2–0.، ثم تولى كارلو أنشيلوتي الإدارة الفنية للنادي من شهر يوليو من عام 2016 حتى أكتوبر 2017. واستطاع خلال أول موسم له تحقيق بطولة الدوري (البوندسليجا). وفي أكتوبر 2017 تمت إقالة أنشيلوتي ليتولي الألماني يوب هاينكس الإدارة الفنية لموسم واحد وللمرة الرابعة في تاريخه ثم رحل بعد نهاية الموسم.
وفي بداية موسم 2018–19 تم تعيين الكرواتي نيكو كوفاتش ليكون مديراً فنياً للفريق واستطاع تحقيق بطولة الدوري مرتين والكأس إلا أنه خرج من دور الـ16 أمام ليفربول، وفي الموسم التالي تعرض الفريق لسلسلة من الهزائم ووصوله لمراكز متدنية في ترتيب جدول الدوري نتج عنها إقالته وتعيين مساعده هانز فليك كمدير فني مؤقت وبعد تقديمه لنتائج جيدة قامت الإدارة بتثبيته حتى نهاية الموسم، وفي أبريل 2020 عُيَّن كمدرب دائم للفريق لمدة 3 سنوات، وبعد عودة النشاط الكروي الذي توقف بسبب جائحة فيروس كورونا وقدم نتائج مبهرة حيث استطاع التتويج بالدوري الألماني للمرة الثلاثون ثم التتويج بكأس ألمانيا، ثم أستطاع بعدها الفوز بدوري أبطال أوروبا للمرة السادسة في تاريخ النادي ويحقق الثلاثية ليكون ثاني مدرب ألماني يحققها بعد يوب هاينكس.
| الترتيب | المدرب           | الفترة         | الفترة         | الفترة     | الألقاب | المحلية | المحلية | المحلية    | المحلية | الأوروبية | الأوروبية | الأوروبية | الأوروبية  | العالمية         | العالمية   |
| الترتيب | المدرب           | منذ            | لغاية          | عدد الأيام | الألقاب | الدوري  | الكأس   | كأس الدوري | السوبر  | الأبطال   | الدوري    | السوبر    | كأس الكؤوس | الإنتركونتيننتال | كأس العالم |
| ------- | ---------------- | -------------- | -------------- | ---------- | ------- | ------- | ------- | ---------- | ------- | --------- | --------- | --------- | ---------- | ---------------- | ---------- |
| 1       | زلاتكو كايكوفسكي | 1 يوليو 1963   | 30 يونيو 1968  | 1,826      | 3       | –       | 2       | –          | –       | –         | –         | –         | 1          | –                | –          |
| 2       | برانكو زيبيتش    | 1 يوليو 1968   | 13 مارس 1970   | 620        | 2       | 1       | 1       | –          | –       | –         | –         | –         | –          | –                | –          |
| 3       | أودو لاتيك       | 14 مارس 1970   | 2 يناير 1975   | 1,755      | 5       | 3       | 1       | –          | –       | 1         | –         | –         | –          | –                | –          |
| 4       | ديتمار كرامر     | 16 يناير 1975  | 30 نوفمير 1977 | 1,049      | 3       | –       | –       | –          | –       | 2         | –         | –         | –          | 1                | –          |
| 5       | جيولا لورانت     | 2 ديسمبر 1977  | 18 ديسمبر 1978 | 453        | –       | –       | –       | –          | –       | –         | –         | –         | –          | –                | –          |
| 6       | بال سيرناي       | 19 ديسمبر 1979 | 16 مايو 1983   | 1,537      | 3       | 2       | 1       | –          | –       | –         | –         | –         | –          | –                | –          |
| 7       | رينهارد سافتيغ   | 17 مايو 1983   | 30 يونيو 1983  | 44         | –       | –       | –       | –          | –       | –         | –         | –         | –          | –                | –          |
| 8       | أودو لاتيك       | 1 يوليو 1983   | 30 يونيو 1987  | 1,460      | 5       | 3       | 2       | –          | –       | –         | –         | –         | –          | –                | –          |
| 9       | يوب هاينكس       | 1 يوليو 1987   | 8 أكتوبر 1991  | 1,560      | 4       | 2       | –       | –          | 2       | –         | –         | –         | –          | –                | –          |
| 10      | سورين لربي       | 9 أكتوبر 1991  | 10 مارس 1992   | 153        | –       | –       | –       | –          | –       | –         | –         | –         | –          | –                | –          |
| 11      | إريش ريبيك       | 11 مارس 1992   | 27 ديسمبر 1993 | 656        | –       | –       | –       | –          | –       | –         | –         | –         | –          | –                | –          |
| 12      | فرانتس بكنباور   | 28 ديسمبر 1993 | 30 يونيو 1994  | 184        | 1       | 1       | –       | –          | –       | –         | –         | –         | –          | –                | –          |
| 13      | جوفاني تراباتوني | 1 يوليو 1994   | 30 يونيو 1995  | 364        | –       | –       | –       | –          | –       | –         | –         | –         | –          | –                | –          |
| 14      | أوتو ريهاغل      | 1 يوليو 1995   | 27 أبريل 1996  | 301        | –       | –       | –       | –          | –       | –         | –         | –         | –          | –                | –          |
| 15      | فرانتس بكنباور * | 29 أبريل 1996  | 30 يونيو 1996  | 62         | 1       | –       | –       | –          | –       | –         | 1         | –         | –          | –                | –          |
| 16      | جوفاني تراباتوني | 1 يوليو 1996   | 30 يونيو 1998  | 729        | 3       | 1       | 1       | 1          | –       | –         | –         | –         | –          | –                | –          |
| 17      | أوتمار هيتسفيلد  | 1 يوليو 1998   | 30 يونيو 2004  | 2,191      | 11      | 4       | 2       | 3          | –       | 1         | –         | –         | –          | 1                | –          |
| 18      | فيليكس ماغات     | 1 يوليو 2004   | 31 يناير 2007  | 994        | 5       | 2       | 2       | 1          | –       | –         | –         | –         | –          | –                | –          |
| 19      | أوتمار هيتسفيلد  | 1 فبراير 2007  | 30 يونيو 2008  | 515        | 3       | 1       | 1       | 1          | –       | –         | –         | –         | –          | –                | –          |
| 20      | يورغن كلينسمان   | 1 يوليو 2008   | 27 أبريل 2009  | 300        | –       | –       | –       | –          | –       | –         | –         | –         | –          | –                | –          |
| 21      | يوب هاينكس *     | 28 أبريل 2009  | 30 يونيو 2009  | 63         | –       | –       | –       | –          | –       | –         | –         | –         | –          | –                | –          |
| 22      | لويس فان خال     | 1 يوليو 2009   | 9 أبريل 2011   | 647        | 3       | 1       | 1       | –          | 1       | –         | –         | –         | –          | –                | –          |
| 23      | اندرياس يونكر *  | 10 أبريل 2011  | 30 يونيو 2011  | 81         | –       | –       | –       | –          | –       | –         | –         | –         | –          | –                | –          |
| 24      | يوب هاينكس       | 1 يوليو 2011   | 30 يونيو 2013  | 730        | 4       | 1       | 1       | –          | 1       | 1         | –         | –         | –          | –                | –          |
| 25      | بيب غوارديولا    | 1 يوليو 2013   | 30 يونيو 2016  | 1,095      | 7       | 3       | 2       | –          | –       | –         | –         | 1         | –          | –                | 1          |
| 26      | كارلو أنشيلوتي   | 1 يوليو 2016   | 28 سبتمبر2017  | 454        | 3       | 1       | –       | –          | 2       | –         | –         | –         | –          | –                | –          |
| 27      | ويلي سانيول *    | 29 سبتمبر2017  | 8 أكتوبر 2017  | 9          | –       | –       | –       | –          | –       | –         | –         | –         | –          | –                | –          |
| 28      | يوب هاينكس       | 9 أكتوبر 2017  | 1 يوليو 2018   | 265        | 1       | 1       | –       | –          | –       | –         | –         | –         | –          | –                | –          |
| 29      | نيكو كوفاتش      | 1 يوليو 2018   | 3 نوفمير 2019  | 490        | 3       | 1       | 1       | –          | 1       | –         | –         | –         | –          | –                | –          |
| 30      | هانس ديتر فليك   | 3 نوفمير 2019  | 30 يونيو 2021  | 605        | 6       | 1       | 1       | –          | 1       | 1         | –         | 1         | –          | –                | 1          |
| 31      | يوليان ناغلسمان  | 1 يوليو 2021   | 23 مارس 2023   | 630        | 3       | 1       | –       | –          | 2       | –         | –         | –         | –          | –                | –          |
| 32      | توماس توخل       | 24 مارس 2023   | 29 مايو 2024   | 1,063      | 1       | 1       | –       | –          | –       | –         | –         | –         | –          | –                | –          |
| 33      | فينسنت كومباني   | 29 مايو 2024   | الآن           | 444        | 1       | 1       | –       | –          | –       | –         | –         | –         | –          | –                | –          |

* مدربين مؤقتين.

## الإحصائيات

### إحصائيات اللاعبين

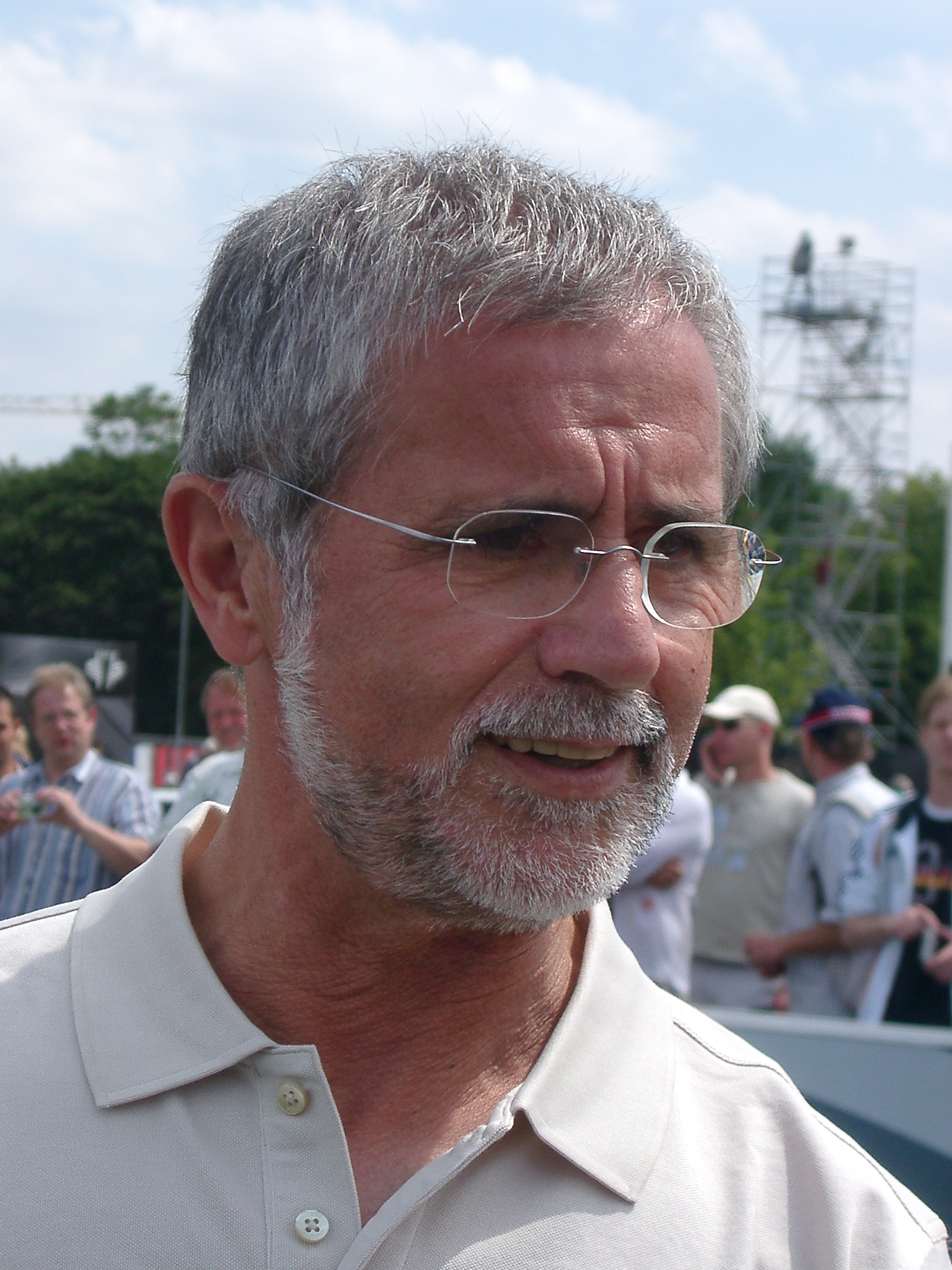
غيرد مولر أكثر من سجل لبايرن ميونخ برصيد 564 هدفاً، ورابع أكثر من شارك معهم في 605 مباراة.

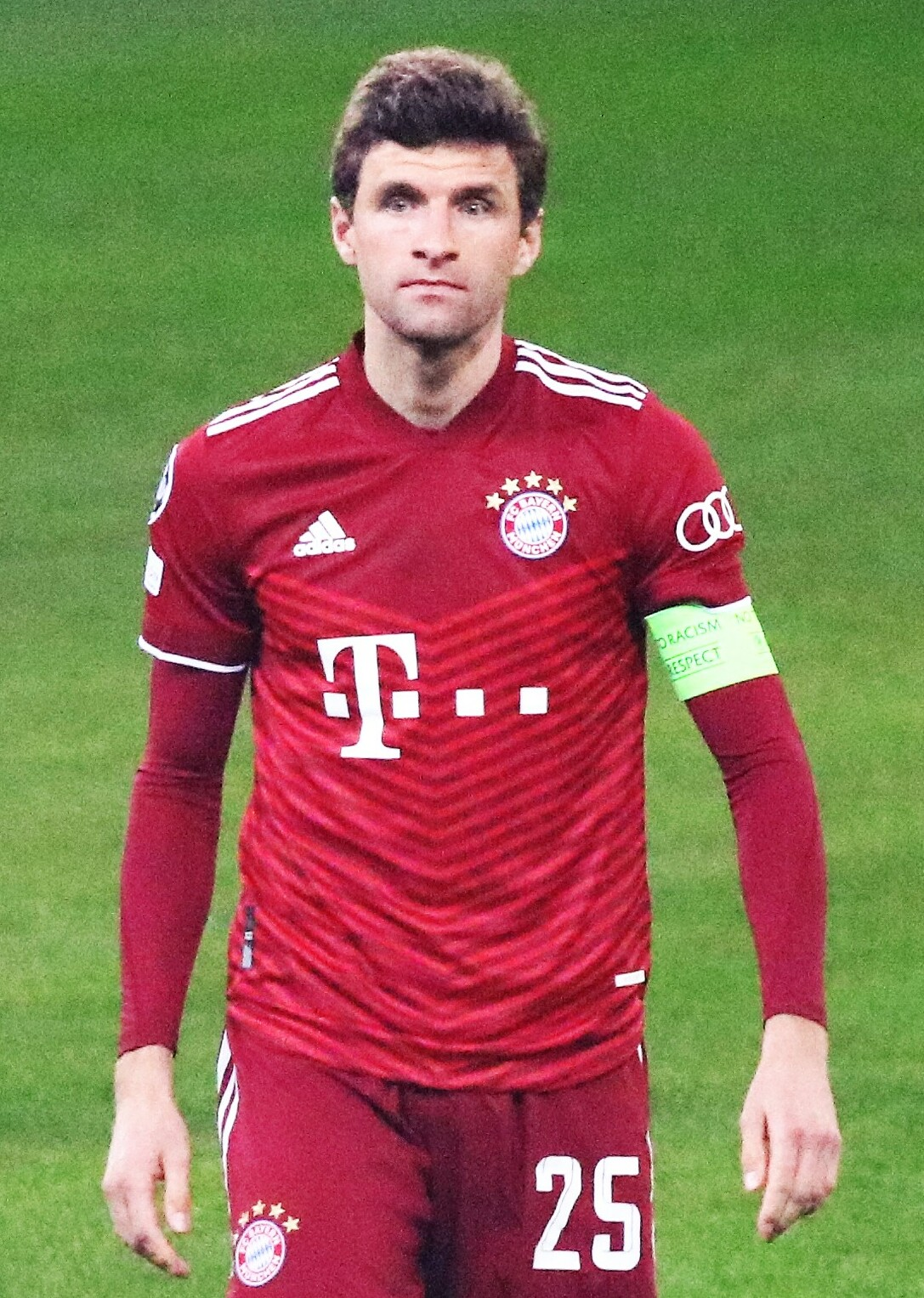
توماس مولر أكثر من شارك مع بايرن ميونخ في 756 مباراة.

#### الأكثر مشاركة
| #  | الاسم                | السنوات   | الدوري | الكأس | أوروبياً | أخرى | المجموع |
| -- | -------------------- | --------- | ------ | ----- | ------- | ---- | ------- |
| 1  | توماس مولر           | 2008–2025 | 503    | 67    | 165     | 21   | 756     |
| 2  | سيب ماير             | 1962–1980 | 537    | 63    | 79      | 21   | 700     |
| 3  | أوليفر كان           | 1994–2008 | 429    | 57    | 130     | 16   | 632     |
| 4  | جيرد مولر            | 1964-1979 | 453    | 62    | 74      | 16   | 605     |
| 5  | فرانز بيكنباور       | 1964–1977 | 427    | 61    | 71      | 23   | 582     |
| 6  | مانويل نوير          | 2011–الآن | 367    | 44    | 130     | 20   | 561     |
| 7  | هانز جورج شوارزينبيك | 1966–1981 | 416    | 57    | 70      | 11   | 554     |
| 8  | كلاوس أوغنتيلر       | 1976–1991 | 404    | 50    | 89      | 2    | 545     |
| 9  | فيليب لام            | 2002–2017 | 332    | 54    | 117     | 14   | 517     |
| 10 | بريند دومبيرغير      | 1972–1985 | 375    | 43    | 78      | 9    | 505     |

#### الأكثر تسجيلاً
| #  | الاسم               | النوات    | الدوري | الكأس | أوروبياً | أخرى | المجموع |
| -- | ------------------- | --------- | ------ | ----- | ------- | ---- | ------- |
| 1  | غيرد مولر           | 1964–1979 | 398    | 78    | 65      | 22   | 563     |
| 2  | روبرت ليفاندوفسكي   | 2014–2022 | 238    | 29    | 69      | 8    | 344     |
| 3  | توماس مولر          | 2008–2025 | 150    | 36    | 57      | 7    | 250     |
| 4  | كارل هاينز رومينيغه | 1974–1984 | 162    | 25    | 30      | 0    | 217     |
| 5  | رينر أولهاوسر       | 1961–1970 | 186    | 16    | 5       | 8    | 215     |
| 6  | رونالد فولفارث      | 1984–1993 | 119    | 18    | 18      | 0    | 155     |
| 7  | ديتر هونيس          | 1979–1987 | 102    | 17    | 26      | 0    | 145     |
| 8  | آريين روبن          | 2009–2019 | 99     | 16    | 26      | 3    | 144     |
| 9  | جيوفاني إلبر        | 1997–2003 | 92     | 16    | 23      | 8    | 139     |
| 10 | ديتر برينينجر       | 1962–1971 | 111    | 7     | 7       | 7    | 132     |

### إحصائيات الفريق في الألفية الجديدة
أداء الفريق المفصل في المواسم الأخيرة:
| الموسم  | الترتيب | لعب | فاز | تعادل | خسر | له | عليه | فارق الأهداف | عدد النقاط | الكأس       | الدوري الأوروبي | دوري الأبطال |
| ------- | ------- | --- | --- | ----- | --- | -- | ---- | ------------ | ---------- | ----------- | --------------- | ------------ |
| 2000–01 | 1       | 34  | 19  | 6     | 9   | 62 | 37   | 25           | 63         | 2R          | —               | البطل        |
| 2001–02 | 3       | 34  | 20  | 8     | 6   | 62 | 25   | 40           | 68         | نصف النهائي | —               | ربع النهائي  |
| 2002–03 | 1       | 34  | 23  | 6     | 5   | 70 | 25   | 45           | 75         | البطل       | —               | الدور الأول  |
| 2003–04 | 2       | 34  | 20  | 8     | 6   | 70 | 39   | 31           | 68         | QF          | —               | 1/8          |
| 2004–05 | 1       | 34  | 24  | 5     | 5   | 75 | 33   | 42           | 77         | البطل       | —               | ربع النهائي  |
| 2005–06 | 1       | 34  | 22  | 9     | 3   | 67 | 32   | 35           | 75         | البطل       | —               | 1/8          |
| 2006–07 | 4       | 34  | 18  | 6     | 10  | 55 | 40   | 15           | 60         | 3R          | —               | ربع النهائي  |
| 2007–08 | 1       | 34  | 22  | 10    | 2   | 68 | 21   | 47           | 76         | البطل       | نصف النهائي     | —            |
| 2008–09 | 2       | 34  | 20  | 7     | 7   | 71 | 42   | 29           | 67         | ربع النهائي | —               | ربع النهائي  |
| 2009–10 | 1       | 34  | 20  | 10    | 4   | 72 | 31   | 41           | 70         | البطل       | —               | الوصيف       |
| 2010–11 | 3       | 34  | 19  | 8     | 7   | 81 | 40   | 41           | 65         | SF          | —               | 1/8          |
| 2011–12 | 2       | 34  | 23  | 4     | 7   | 77 | 22   | 55           | 73         | الوصيف      | —               | الوصيف       |
| 2012–13 | 1       | 34  | 29  | 4     | 1   | 98 | 18   | 80           | 91         | البطل       | —               | البطل        |

### إحصائيات الفريق أوروبياً
اعتبارا من 16 أبريل 2025:
| البطولة              | الإحصائيات | الإحصائيات | الإحصائيات | الإحصائيات | الإحصائيات | المصدر  |
| البطولة              | ل          | ف          | ت          | خ          | فوز %      | المصدر  |
| -------------------- | ---------- | ---------- | ---------- | ---------- | ---------- | ------- |
| دوري أبطال أوروبا    | 408        | 244        | 81         | 83         | 059٫80     | [ 246 ] |
| الدوري الأوروبي      | 68         | 39         | 13         | 16         | 057٫35     | [ 246 ] |
| كأس الكؤوس الأوروبية | 39         | 19         | 14         | 6          | 048٫72     | [ 246 ] |
| كأس السوبر الأوروبي  | 5          | 2          | 0          | 3          | 040٫00     | [ 246 ] |
| الإجمالي             | 520        | 304        | 108        | 108        | 058٫46     |         |

## أقسام أخرى في النادي

### بايرن ميونخ 2 (الفريق الرديف)

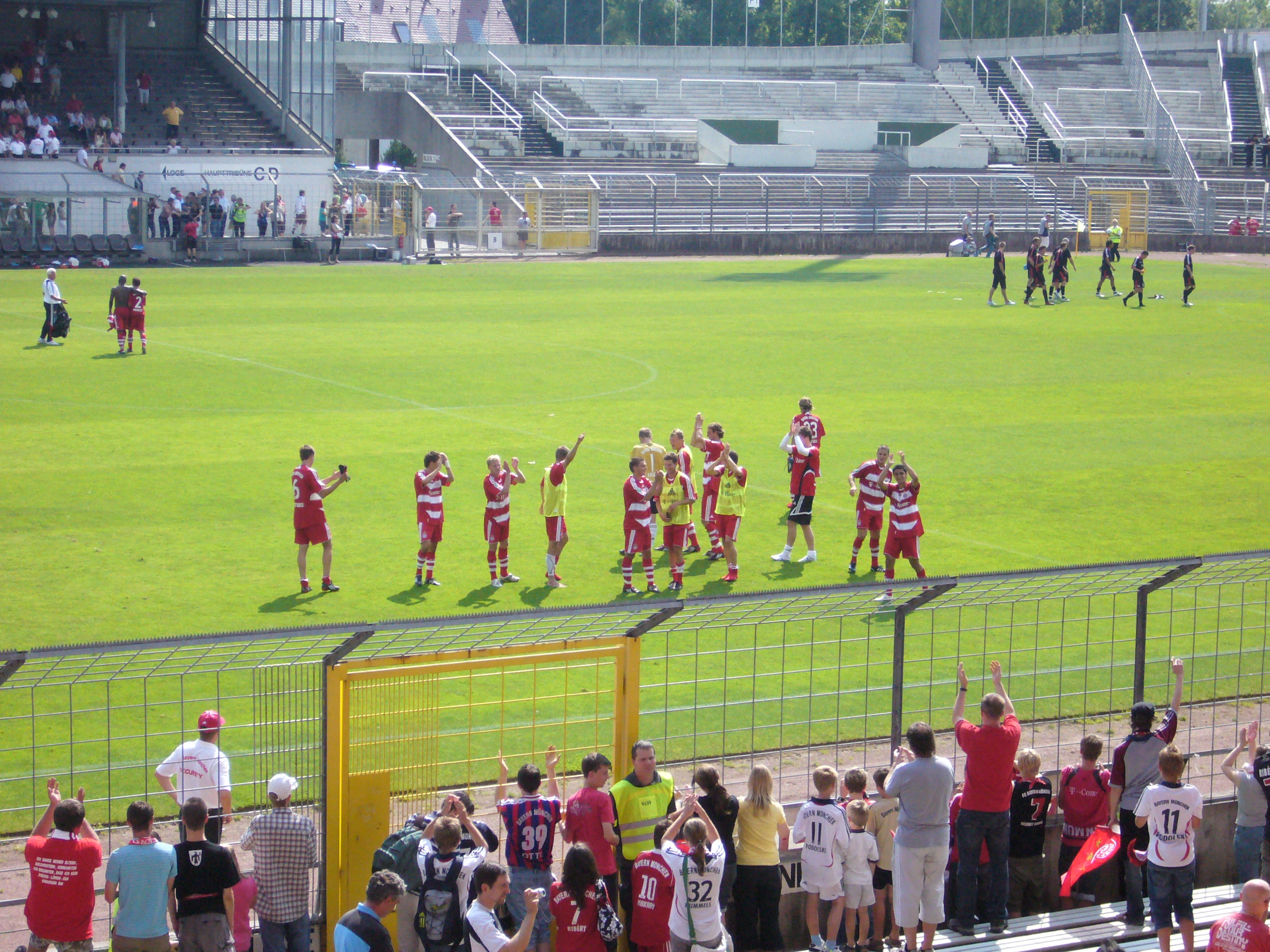
فريق بايرن ميونخ 2 عقب فوزه بإحدى المباريات عام 2008

يعتبر هذا الفريق نقطة الانطلاق الأخيرة للاعبين الشباب الواعدين قبل أن تتم ترقيتهم إلى الفريق الرئيسي للنادي. الفريق يدربه حاليا محمد شول ويساعده جيرد مولر ورينار اولريك. بعد إنشاء الفريق كان يلعب في دوري الدرجة الرابعة منذ عام 1978 ثم دوري الريونليجا الجنوبي الذي تحول فيما بعد دوري الريونليجا (دوري القسم الثاني) في عام 1994، وفي موسم 2007-2008 تأهل الفريق الي دوري القسم الثالث، حيث استمر فيه حتى عام 2011 ثم هبط رسميا إلى دوري المناطق بعد 33 سنوات متتالية من اللعب في الدوريات الأعلى. في الفترة الماضية كان اتحاد كرة القدم الألماني يسمح للفريق الثاني لفريق كرة القدم باللعب في الدوري ولكنه قرر منه ذلك لاحقا.

### فريق الناشئين
هو فريق للناشئين يتبع نادي بارين ميونخ. ساهم في تقديم نجوم شهيرة مثل: اوين هارجريفز، توماس هيتزلسبيرغر، فليب لام، توماس مولر وباستيان شفاينشتايجر. تم إنشاء هذا القسم عام 1902 بواسطة وارنر كيرن وبيورن اندرسون. يتكون من 11 فريق يوجد به أكثر من 170 لاعب أعمارهم تقل عن 10 سنوات.

### فريق السيدات
فريق بارين ميونخ للسيدات أحد أقسام النادي تم إنشاؤه عام 1970 مكون من 4 فرق يضم 90 لاعبة. ويدير هذا القسم حاليا اللاعب السابق توماس فارلي. في موسم 2008–09 استطاع الفريق أن يحقق المركز الثاني في دوري البوندسليجا للسيدات. ولكن اعظم إنجاز حققه هذا الفريق هو تحقيق البطولة عام 1976.

## الرياضات الأخرى
بالرغم من أن نادي بايرن ميونخ نادي كرة قدم إلا أنه يحتوي على أقسام لرياضات أخرى مثل:

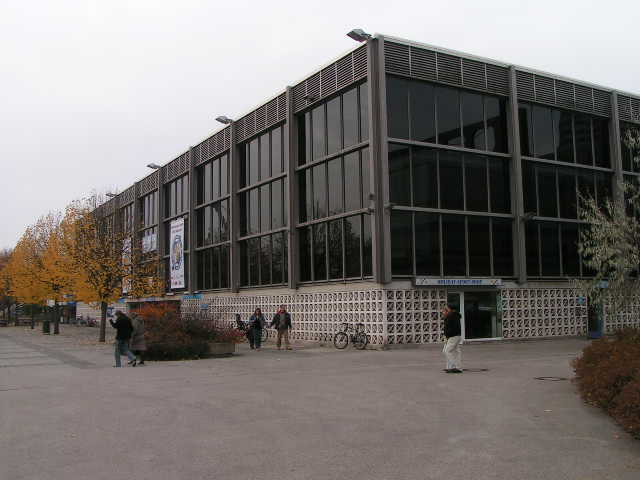
ستاد ميونخ المغطى الذي تلعب فيه الفرق الخماسية والموجود في الحديقة الأوليمبية

### كرة اليد
تم إنشاؤه عام 1946 ويحتوي على 12 فريقاً يضم 160 لاعباً.

### كرة السلة
تم إنشاؤه عام 1946 ويضم 280 لاعباً في 19 فريقاً. إنجازات الفريق هي: الدوري الألماني لكرة السلة 1954 - 1955، كأس ألمانيا للسلة 1968.

### البولنغ
تم إنشاؤه عام 1984 ويضم 46 لاعباً.

### الشطرنج
يعد أقدم الأقسام في النادي حيث تم إنشاؤه عام 1908، ويحتوي على 8 فرق تضم حاليا 97 لاعبا. أبرز إنجازاته هي: بطولة الأندية الأوروبية 1992
بطل ألمانيا 1983، 1985، 1986، 1989، 1990، 1991، 1992، 1993، 1995
بطل ألمانيا في الشطرنج السريع 1984، 1985، 1987، 1988، 1989، 1990، 1991، 1992، 1993، 1994، 1995 (رقم قياسي)

### ألعاب القوى
تم تأسيسه عام 1974 ويضم فريق واحد به 35 لاعباً. أبرز إنجازاته: بطل ألمانيا: 1983، 1986، 1987، 1988

### تنس الطاولة
تم إنشاؤه عام 1946 ويضم 160 لاعباً في 12 فريق.